# Респиратор

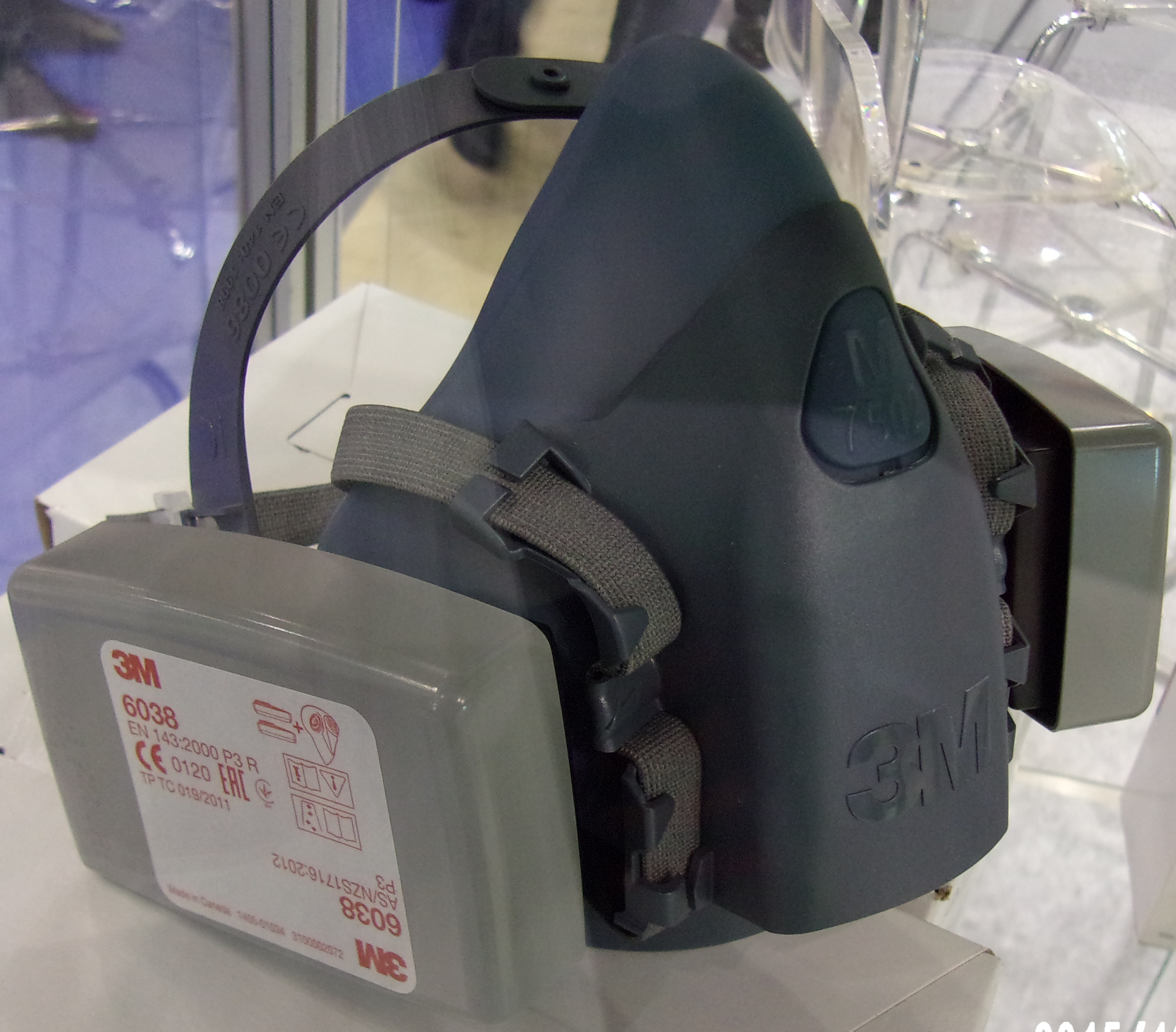
Современный промышленный респиратор со сменными фильтрами

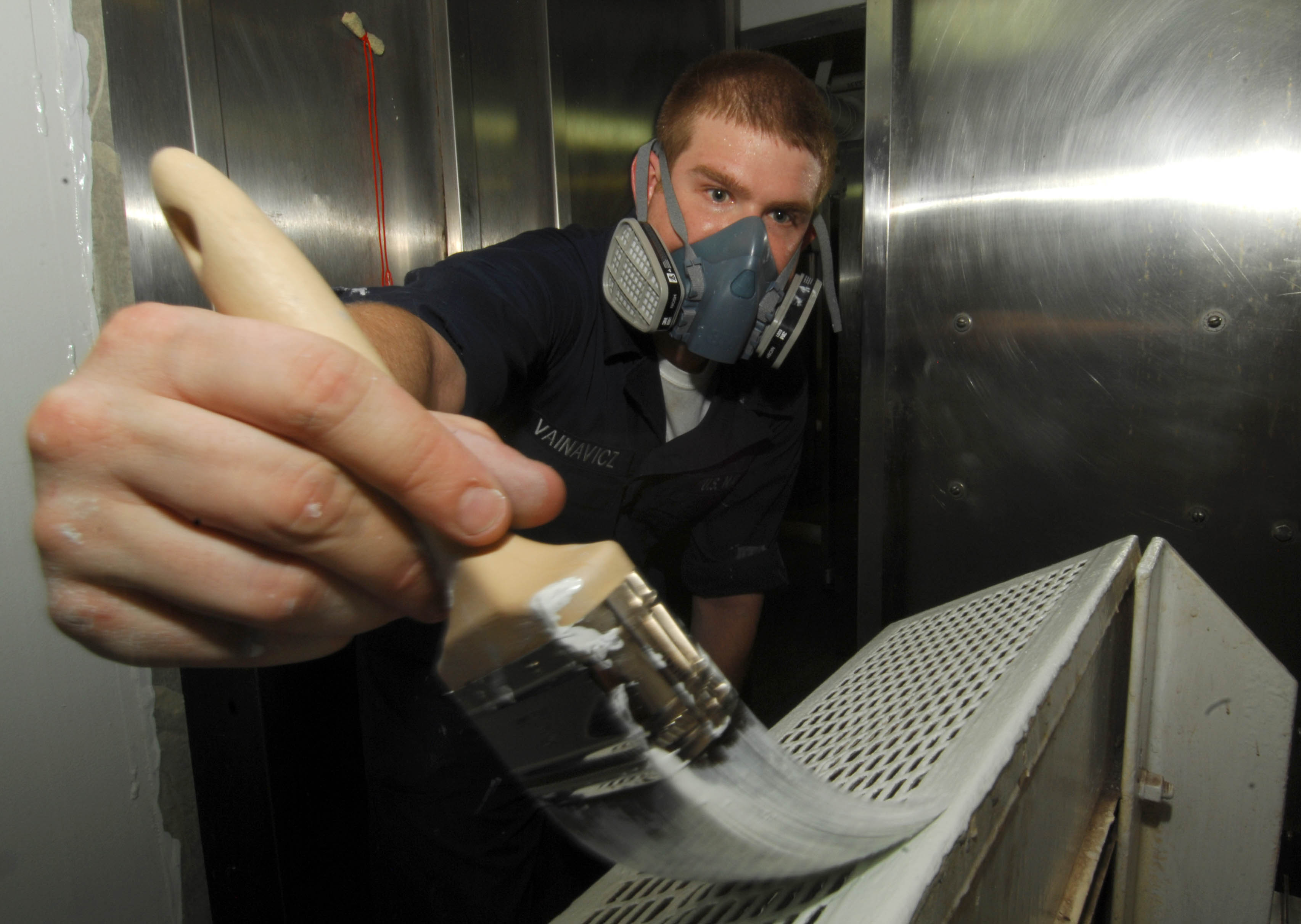
покраска в респираторе

Респира́тор (от лат. respiratorius — дыхательный) — средство индивидуальной защиты органов дыхания (СИЗОД) от попадания аэрозолей (пыль, дым, туман, смог) и/или вредных газов (в том числе угарного). На производстве использование респиратора является последним и наименее эффективным методом защиты от вредных производственных факторов. По этой причине, для снижения риска для жизни и здоровья работников из-за возможных ошибок при выборе и организации использования СИЗОД, во всех развитых и многих развивающихся странах разработаны научно обоснованные требования законодательства к работодателю — когда можно применять; как выбирать и правильно использовать эти средства защиты.
| Случаи, когда использование респираторов разрешено                                                                                  | Случаи, когда использование респираторов разрешено |
| Страна, документ | Содержание соответствующего раздела документа |
| --- | --- |
| США, OSHA Standard 29 CFR 1910.134 Respiratory Protection                                                                           | 1910.134(a)(1) Основным способом предотвращения тех профессиональных заболеваний, которые возникают из-за вдыхания воздуха, загрязненного пылью, туманом, дымом, смогом, вредными газами и аэрозолями должно быть предотвращение воздействия вредных веществ на человека, и предотвращение загрязнения воздуха. Для этого следует (насколько возможно) автоматизировать и механизировать производство, изменять используемые материалы и технологический процесс, применять технические средства, например — герметизировать производственное оборудование и использовать вентиляционное оборудование. В тех случаях, когда эти способы недостаточно эффективны, или при их монтаже и ремонте, следует использовать надёжные и эффективные респираторы. |
| Великобритания, British Standard BS 4275:1997 Guide to implementing an effective respiratory protective device programme            | Если воздух в месте работы загрязнён, то важно определить — можно ли уменьшить (до приемлемого уровня) риск, создаваемый этими загрязнениями, с помощью технических средств и организационных мер — а не с помощью респираторов. … Если выявленный риск неприемлем, то для предотвращения или уменьшения вредного воздействия нужно в первую очередь использовать те методы, которые указаны в пунктах (а)-(с) для предотвращения и в пунктах (d)-(k) для снижения риска, а не респираторную защиту. … a) Использование других веществ, которые менее токсичны. b) Использование тех же веществ в менее опасной форме, например — замена мелкодисперсного порошка крупнодисперсным, или гранулами, или раствором. c) Замена технологического процесса на другой — так, чтобы уменьшилось пылеобразование. d) Выполнение технологического процесса и обработки материалов в полностью или частично герметизированном оборудовании. e) Устройство укрытий в сочетании с местными вентиляционными отсосами. f) Местная вытяжная вентиляция — местные отсосы (без укрытий). g) Использование общеобменной вентиляции. h) Уменьшение длительности периодов воздействия. i) Организация работы таким образом, чтобы уменьшить попадание загрязнений в воздух, например — закрывание неиспользуемых контейнеров. j) Использование измерительного оборудования и связанной с ним сигнализации для предупреждения людей о превышении допустимого уровня загрязнённости воздуха. k) Эффективная уборка. l) Выполнение программы респираторной защиты. Поскольку во многих случаях нельзя уменьшить риск вдыхания загрязнённого воздуха рабочими одним лишь способом, нужно тщательно изучить все шаги от a) до l), которые предназначены для уменьшения загрязнения воздуха, или для уменьшения риска вдыхания загрязнённого воздуха. Но при использовании сочетания двух или более способов можно добиться снижения риска до допустимого. Требования настоящего стандарта должны выполняться в течение всего времени, пока будет разрабатываться и проводиться снижение риска вдыхания загрязнённого воздуха с помощью всех обоснованных технических и организационных мероприятий (без использования СИЗОД), и после выполнения такого снижения. … Если проведение мероприятий по снижению рисков не позволит обеспечить безопасные и здоровые условия труда, нужно сделать оценку остаточного риска вдыхания загрязнённого воздуха или поглощения вредных веществ через кожу. Это позволит определить, какой (тип) респираторов нужен, и какой должна быть программа респираторной защиты. |
| Европейский Союз (ФРГ), DIN EN 529:2006 Atemschutzgeräte — Empfehlungen für Auswahl, Einsatz, Pflege und Instandhaltung — Leitfaden | … Воздействие вредных веществ на рабочих должно быть устранено (снижено до безопасного уровня). Если же это невозможно, или трудновыполнимо, то оно должно быть уменьшено до минимума в источнике за счёт использования технических, организационных и иных мер — до того, как будут применяться респираторы. … СИЗОД должны использоваться только в том случае, когда выполняется одно или несколько условий: а) Использованы другие средства, но их оказалось недостаточно; b) Воздействие превышает предельно допустимое, а средства (коллективной и технической) защиты пока только устанавливаются; c) Рабочим приходится работать в условиях, близких к ЧС, так как выполнение работы нельзя отложить до момента, когда воздействие будет снижено в источнике другими средствами. d) Рабочие подвергаются воздействию, превышающему предельно допустимое, редко и непродолжительно, так что использование других методов защиты непрактично; e) Необходим самоспасатель для самостоятельной эвакуации в случае возникновения ЧС; f) Выполнение аварийных работ спасателями. |
| Канада, CSA Standard Z94.4-11 Selection, use, and care of respirators                                                               | 4.1 Общие положения Если использование средств коллективной защиты и/или организационных мероприятий не позволяет предотвратить избежать работы людей в непригодной для дыхания атмосфере, а также во время разработки и внедрения указанных мероприятий, при техническом обслуживании средств коллективной защиты, авариях и ЧС, для защиты работников должны использоваться респираторы. |
| Австралия и Новая Зеландия, AS/NZS 1715:2009 Selection, use and maintenance of respiratory protective equipment                     | 1.6 Основные положения Запрещается работа людей в потенциально опасной атмосфере без адекватной защиты. Воздействие вредных веществ на организм работников не должно превышать предельно-допустимое. Защита жизни и здоровья работников от воздействия вредных веществ должна основываться на следующих принципах: (a) Если состав атмосферы на рабочем месте неизвестен, и может представлять опасность, то квалифицированное и ответственное лицо должно проверить атмосферу с помощью адекватного оборудования. (b) Должны быть приняты все возможные меры для предотвращения попадания вредных веществ на рабочее место. Для этого могут быть использованы следующие методы: учёт этого обстоятельства при разработке проекта производственного здания, технологии и оборудования; разработка методов организации и выполнения работы, и средств коллективной защиты (например — вентиляция) так, чтобы избежать применения СИЗОД; использование других СИЗ. (с) Если принятых мер по защите от опасной атмосферы оказалось недостаточно, должны использоваться адекватные СИЗОД и другие необходимые СИЗ. При выполнении работ в условиях ЧС, когда может произойти попадание вредных веществ в атмосферу, рабочие должны обеспечиваться адекватными СИЗОД. |

Требований и рекомендаций аналогичного содержания и качества в РФ нет.
Первые случаи упоминания в литературе использования средств индивидуальной защиты от пыли горнорабочими относятся к II веку до н. э.
В связи с пандемией COVID-19 респираторы, а также маски из ткани, стали пытаться очень широко использовать медицинские работники и население — для защиты от вдыхания биоаэрозолей, и для уменьшения распространения биоаэрозолей в окружающее пространство от больных людей.
Также эти средства защиты являются товаром, продаваемым на рынке. В РФ ведётся систематичная долгосрочная государственная поддержка для увеличения объёма продаж СИЗ.

## Негативное влияние СИЗОД на работника

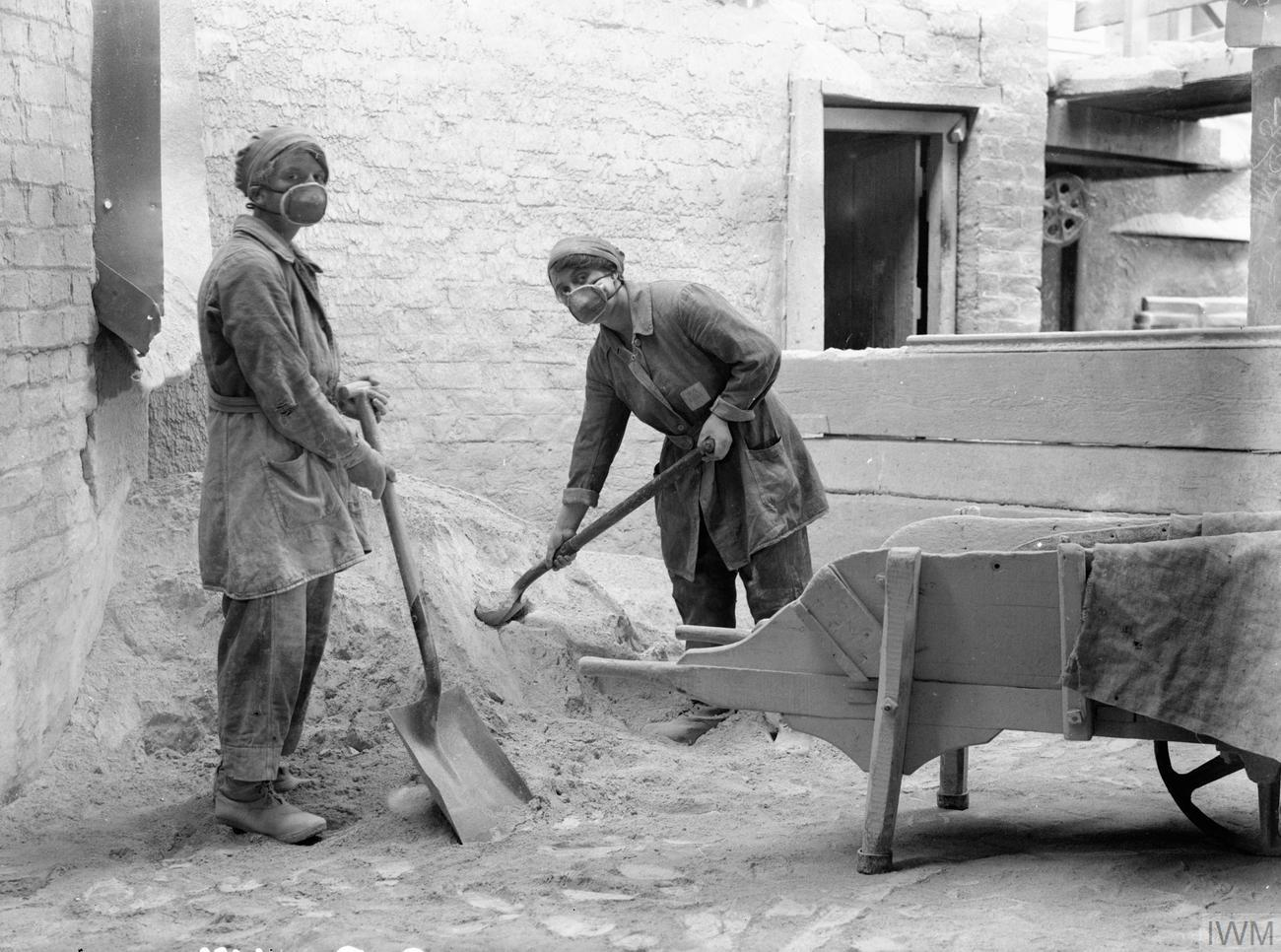
женщины в защитных масках (респираторах) 1914 год

Средства индивидуальной защиты, при правильном выборе и правильном и своевременном применении, снижают риск чрезмерного воздействия воздушных загрязнений на работника. Но они сами оказывают вредное воздействие.
Это выражается не только в увеличении сопротивления дыханию. При многочасовом использовании фильтрующих полумасок во время эпидемии, из более 200 медработников, более половины жаловались на прыщи и зуд, и более 1/3 на сыпь.
При выдохе, подмасочное пространство заполняется воздухом с низкой концентрацией кислорода и высокой концентрацией углекислого газа. При вдохе именно этот воздух первым попадает в лёгкие, ухудшая газообмен и вызывая недомогания (развивается гиперкапния). Проверка СИЗОД разных типов показала, что концентрация СО2 может достигать 3,52 % у 6 моделей «складывающихся» фильтрующих полумасок; 2,52 % у 18 моделей чашеобразных фильтрующих полумасок (средние значения). У масок из непроницаемых материалов концентрация могла достигать 2,6 % (2,8 %). Аналогичный результат был получен при использовании военных СИЗОД с принудительной подачей воздуха в подмасочник — при выключенном вентиляторе. При длительном использовании СИЗОД, из более двухсот медработников, 37,3 % жаловались на головную боль; более половины использовали анальгетики; 7,6 % были на больничном до 4 дней. В РФ установлены ПДКрз для углекислого газа — 0,43 % среднесменная и 1,5 % максимально разовая (средняя за 15 минут) — при использовании СИЗОД они многократно превышаются. Учебник HSE не рекомендует использовать СИЗОД без принудительной подачи воздуха в маску более часа непрерывно.

## Применение респираторов для защиты от биоаэрозолей

### Выбор эффективных респираторов
Для биоаэрозолей значения предельно допустимых концентраций не разработаны, и оценить, во сколько раз необходимо снизить загрязнённость воздуха — невозможно. Это мешает выбору СИЗОД так, как в промышленности, при защите от вредных веществ (на основе ожидаемых коэффициентов защиты).
Поэтому специалисты предложили оценивать уровень риска, и при большем риске выбирать СИЗОД, которые лучше защищают. Этот подход наиболее полно учтён в Канаде:
| Уровень опасности биоаэрозоля                                                                           | Воздухообмен, 1/час | Интенсивность загрязнения воздуха  | Интенсивность загрязнения воздуха | Интенсивность загрязнения воздуха | Интенсивность загрязнения воздуха |                |                |
| --- | ------------------- | ---------------------------------- | --------------------------------- | --------------------------------- | --------------------------------- | -------------- | -------------- |
| Уровень опасности биоаэрозоля                                                                           | Воздухообмен, 1/час | 1 (маленькая)                      | 2                                 | 3                                 | 4 (большая)                       |                |                |
| Уровень опасности биоаэрозоля                                                                           | Воздухообмен, 1/час | Ожидаемый коэффициент защиты (APF) |                                   |                                   |                                   |                |                |
| 1 (малоопасен для здоровых взрослых людей)                                                              | <3                  | СИЗОД не нужен                     | 10                                | 10                                | 25                                |                |                |
| 1 (малоопасен для здоровых взрослых людей)                                                              | 3-6                 | СИЗОД не нужен                     | СИЗОД не нужен                    | 10                                | 10                                |                |                |
| 1 (малоопасен для здоровых взрослых людей)                                                              | 6-12                | СИЗОД не нужен                     | СИЗОД не нужен                    | 10                                | 10                                |                |                |
| 1 (малоопасен для здоровых взрослых людей)                                                              | >12                 | СИЗОД не нужен                     | СИЗОД не нужен                    | СИЗОД не нужен                    | СИЗОД не нужен                    | СИЗОД не нужен | СИЗОД не нужен |
| 2 (редко приводит к серьёзным последствиям, есть методы лечения)                                        | <3                  | 10                                 | 10                                | 10                                | 50                                |                |                |
| 2 (редко приводит к серьёзным последствиям, есть методы лечения)                                        | 3-6                 | 10                                 | 10                                | 10                                | 10                                |                |                |
| 2 (редко приводит к серьёзным последствиям, есть методы лечения)                                        | 6-12                | 10                                 | 10                                | 10                                | 10                                |                |                |
| 2 (редко приводит к серьёзным последствиям, есть методы лечения)                                        | >12                 | 10                                 | 10                                | 10                                | 10                                |                |                |
| 3 (смертельный исход маловероятен, есть методы лечения; опасен для больного и мало опасен для общества) | <3                  | 10                                 | 10                                | 25                                | 1000                              |                |                |
| 3 (смертельный исход маловероятен, есть методы лечения; опасен для больного и мало опасен для общества) | 3-6                 | 10                                 | 10                                | 10                                | 25                                |                |                |
| 3 (смертельный исход маловероятен, есть методы лечения; опасен для больного и мало опасен для общества) | 6-12                | 10                                 | 10                                | 10                                | 10                                |                |                |
| 3 (смертельный исход маловероятен, есть методы лечения; опасен для больного и мало опасен для общества) | >12                 | 10                                 | 10                                | 10                                | 10                                |                |                |
| 4 (часто приводит к смерти, методов лечения нет; опасен для больного и общества)                        | <3                  | 10                                 | 25                                | 50                                | 1000                              |                |                |
| 4 (часто приводит к смерти, методов лечения нет; опасен для больного и общества)                        | 3-6                 | 10                                 | 25                                | 25                                | 50                                |                |                |
| 4 (часто приводит к смерти, методов лечения нет; опасен для больного и общества)                        | 6-12                | 10                                 | 10                                | 10                                | 25                                |                |                |
| 4 (часто приводит к смерти, методов лечения нет; опасен для больного и общества)                        | >12                 | 10                                 | 10                                | 10                                | 10                                |                |                |

При разработке требований учли значительное отличие защитных свойств СИЗОД разных типов на рабочих местах по сравнению с испытанием в лабораторных условиях. Институт безопасности и охраны здоровья (l’Institut de recherche Robert-Sauvé en santé et en sécurité du travail, IRSST), разработавший канадскую версию алгоритма выбора, также реализовал её онлайн.
В США дифференцирование СИЗОД разных конструкций (типов) с учётом их эффективности отчасти способствовало замене фильтрующих полумасок на респираторы с принудительной подачей воздуха в лицевую часть. В 2011—2012 гг. объём их продаж вырос в более чем 20 раз.
22 мая 2020 г. Анна Попова (чиновница из РФ, замужем за военным) утвердила Санитарные правила, регулирующие применение СИЗОД медиками (на другие слои населения не распространяются). Предписывается использовать фильтрующие полумаски, а при большом уровне риска — СИЗОД с принудительной подачей воздуха в лицевую часть (пневмошлем), из-за большей эффективности защиты. Однако на практике широко используют малоэффективные полумаски, и без проверки их соответствия лицам, в помещениях с маленьким воздухообменом. Недостаточная эффективность СИЗОД могла внести вклад в заражение медработников.

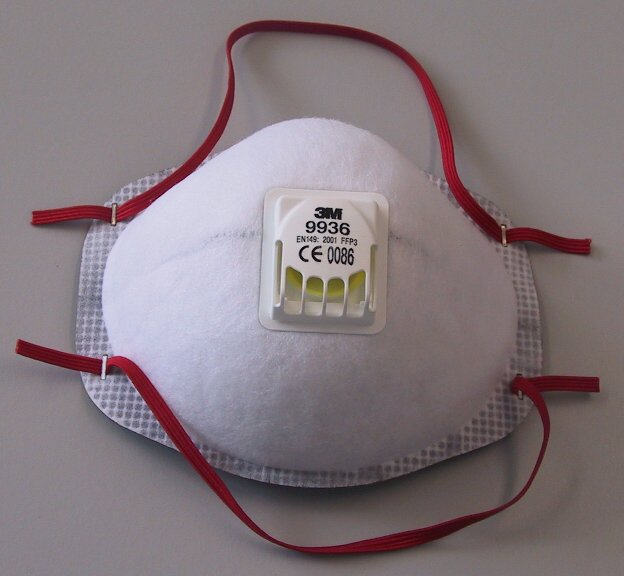
Одноразовый респиратор с клапаном выдоха

### Стерилизация респираторов
Так как выдержка в течение 30 минут при температуре 70 °C и выше эффективно лишает жизнеспособности вирусы, вызывающие COVID-2019, был разработан и испытан способ сухой тепловой обработки респираторов, хирургических масок и самодельных тканевых масок. Способ может использоваться населением — для термообработки используется бытовая кухонная печь, десятикратная обработка не ухудшила качество фильтрации аэрозолей.
В то же время, по данным обзора неоднократное использование респираторов без дезинфекции имело место во время эпидемии гриппа в госпиталях США, и вероятность того, что использовавшийся ранее респиратор станет вторичным источником заражения — низкая, значительно меньше, чем при неиспользовании СИЗОД в загрязнённой атмосфере.
Национальный институт охраны труда, проводящий сертификацию СИЗОД для использования работодателями в США и Канаде, успешно проверил сотни разных случаев (сочетаний: конкретная модель фильтрующей полумаски, и способ дезинфекции), и опубликовал эту информацию для использования всеми заинтересованными потребителями, испытывающими нехватку фильтрующих полумасок.

#### Другая информация
В Европейском союзе введены классы респираторов. Респираторы класса FFP1 (Filtering Face Piece) фильтруют 85 % аэрозоли в 0,3 мкм. Респираторы класса FFP2 фильтруют 94 % аэрозоли 0,3 мкм (поэтому часто считаются эквивалентом N95) Респираторы класса FFP3 достигают фильтрации 99 % аэрозоли 0,33 мкм. По мнению Минздрава РФ для медиков, работающих с больными коронавирусом, требуются респираторы класса FFP3, так как имеются доказательства, что коронавирусы способны жить в мелкой аэрозоли по сути образуя «заражённый воздух».
В 2020 году из-за дефицита одноразовых респираторов и медицинских масок снова встал вопрос об использовании их повторно путём стирки или применения антисептиков для удаления вируса, возможно попавшего на фильтр. Согласно ВОЗ, данный метод «восстановления» масок и респираторов неэффективен, так как не гарантирует полного уничтожения вируса при непрофессиональной стерилизации и может повредить фильтр маски, снизив
его защитные свойства.
На современном рынке СИЗОД в производстве многослойных фильтрующих изделий широкое применение получили нетканые синтетические материалы (спанбонд, мельтблаун), изготовленные из 100%-полипропиленового волокна. Также используются другие фильтрующие материалы: углеродное волокно, электростатически напылённый пух из волокон натурального хлопка — располагаемые между слоями из полипропилена. Синтетические материалы фильтра разрушаются при 100—120 °C. Кроме этого, моющие и дезинфицирующие средства вступают в химические реакции
с полипропиленом, что сильно повреждает фильтр.
Поэтому использование кипячения, жёсткой стирки, моющих и дезинфицирующих средств не применяется для стерилизации профессиональных масок и респираторов, так как это повреждает фильтр и приводит к пропуску опасных мелких аэрозолей. Гладить ткань синтетического фильтра тонкой очистки горячим утюгом также нецелесообразно.
Эксперты проводили тестирование стерилизации с помощью микроволновой печи. Для исключения искрения из маски был временно удалён металлический зажим для носа и респиратор смочен (микроволновая энергия нагревает через молекулы воды). Тест показал, что через 3 минуты обработки излучением и температурой на мощности 600 Вт все бактерии и вирусы погибли в респираторе. При этом сам фильтр не получил никаких повреждений и сохранил степень очистки выше 99 %, продолжая задерживать частицы диаметром ⅓ мкм. Тем не менее, исследователи указывают, что метод дезинфекции рискованный, так как присутствует риск расплавления фильтра. Более развёрнутые тесты показали, что многие образцы фильтров респираторов имеют тенденцию к плавлению в микроволновой печи, так как нижняя граница плавления материала фильтра около +100 °C.
Исследователи из Стэнфордского университета изучили различные практики медиков по стерилизации респираторов в условиях дефицита из-за пандемии. Попытка стерилизовать респиратор в автоклаве при температуре +170 °С приводила к плавлению синтетических материалов фильтра. Неудачным методом стерилизации респираторов было признано использование антисептиков на базе этанола и хлора. Полипропилен растворим в хлорсодержащих соединениях, в этаноле и в мыле (деградация фильтра на 20—60 %). Эффективными с точки зрения защиты фильтра от повреждений оказались такие методы, как 30-минутная стерилизация респиратора в горячем воздухе при +70 °C, обработка горячим водяным паром в течение 10 минут.
Самыми надёжными методами в плане защиты респиратора от повреждений оказались облучение ультрафиолетом (254 нм) респиратора с двух сторон по 30 минут, а также стерилизация в парах перекиси водорода. Разработка технологий стерилизации одноразовых масок и респираторов в условиях пандемии и невозможности произвести быстро миллиарды новых изделий стала критической задачей. Для её решения большой группой ученых была создана ассоциация N95DECON. По данным ассоциации, термический метод стерилизации эффективен в горячем паре с 80 % влажностью с температурой 60 °C в течение 30 минут. Это позволяет стерилизовать маски и респираторы без повреждений до 5 раз. Однако повышение температуры даже до 65 °C создает риск повреждения даже на 2 циклах стерилизации. Такая низкая температура стерилизации адаптирована под коронавирусы, но не может уничтожать многие другие бактерии и вирусы. Стерилизация ультрафиолетом гарантирует отсутствие повреждений даже после 10—20 циклов стерилизации, однако необходимо, чтобы маска или респиратор были облучены полностью и в тени не остались никакие их элементы. Самый эффективный метод — стерилизация в парах перекиси водорода. Другие методы стерилизации N95DECON не рекомендует.
В США стерилизация масок и респираторов для повторного использования была разрешена 29 марта 2020 года под прямым давлением Дональда Трампа на регулятора FDA. Сертифицированный FDA метод стерилизации масок и респираторов базируется на стерилизации парами перекиси водорода в стерилизационной машине компании Battelle. Такой метод не повреждает материал фильтров и не снижает его защитные свойства. Каждая стерилизационная машина Battelle позволяет очистить от коронавирусов 80 000 масок или респираторов в день.

## Применение респираторов работниками в промышленности, горном деле, медицине

### История появления респираторов

#### Первые разработки
Первые упоминания о респираторах можно найти в XVI веке, в работах Леонардо да Винчи, который предлагал использовать для защиты от изобретённого им оружия — токсичного порошка — смоченную ткань. В 1799 году в Пруссии Александр Гумбольд, работавший горным инженером, разработал первый примитивный респиратор.
Практически все старинные респираторы состояли из мешка, который полностью закрывал голову, застёгивался на горле и имел окна, через которые можно было смотреть. Некоторые респираторы были сделаны из резины, некоторые — из прорезиненной ткани, другие — из пропитанной ткани, и в большинстве случаев рабочий переносил бак со «слабо сжатым» воздухом, который использовался для дыхания. В некоторых устройствах использовалась адсорбция углекислого газа, и воздух вдыхался неоднократно, в других выдыхаемый воздух выпускался наружу через клапан выдоха.
Первый патент на фильтрующий респиратор в США получил Льюис Хаслетт в 1848 году. Этот респиратор фильтровал воздух, очищая его от пыли. Для фильтрации использовались фильтры из смоченной шерсти или аналогичное пористое вещество. После этого было выдано много других патентов на респираторы, в которых для очистки воздуха использовалось хлопковое волокно, а также активированный уголь и известь для поглощения вредных газов, и были сделаны улучшения смотровых окон. В 1879 году Хадсон Хёрт запатентовал чашеобразный респиратор, похожий на те, которые широко используются в промышленности в настоящее время. Его фирма продолжала выпуск респираторов до 1970-х годов.
Фильтрующие респираторы изобретали и в Европе. Джон Стенхауз, шотландский химик, изучал разные виды активированного угля, чтобы узнать, какие из них лучше улавливают вредные газы. Он обнаружил, что активированный уголь может поглощать и иногда нейтрализовывать (за счёт окисления) разные газы, и сделал, вероятно, первый в мире фильтрующий противогазовый СИЗОД с активированным углём. Лицевая часть закрывала рот и нос (полумаска), и состояла из двух проволочных сеток (наружной и внутренней), пространство между которыми заполнялся через специальный клапан мелкими кусочками активированного угля.
Стенхауз отказался патентовать своё изобретение, чтобы оно широко использовалось для защиты жизни и здоровья людей. Во второй половине 19 века на некоторых крупных фабриках Лондона для защиты от газообразных воздушных загрязнений использовали фильтрующие СИЗОД с активированным углём.
В 1871 году английский физик Джон Тиндал добавил к респиратору Стенхауза фильтр из шерсти, насыщенный гидрооксидом кальция, глицерином и углём, и стал изобретателем «пожарного респиратора». Этот респиратор улавливал и дым, и вредные газы, и он был показан Королевскому (научному) обществу в Лондоне в 1874 году. Также в 1874 году Самюэль Бартон запатентовал устройство, которое «позволяло дышать там, где воздух загрязнён вредными газами или парами, дымом или другими загрязнениями». Бернхард Леб запатентовал несколько устройств, которые «очищали загрязнённый или испорченный воздух», и их применяли пожарные Бруклина.
Один из первых задокументированных случаев попытки применения респираторов для защиты от пыли относится к 1871 году, когда фабричный инспектор Роберт Бейкер попытался организовать их применение. Но респираторы были неудобные, и из-за увлажнения фильтра выдыхаемым воздухом он быстро забивался пылью так, что становилось трудно дышать, из-за чего рабочие не любили их использовать.

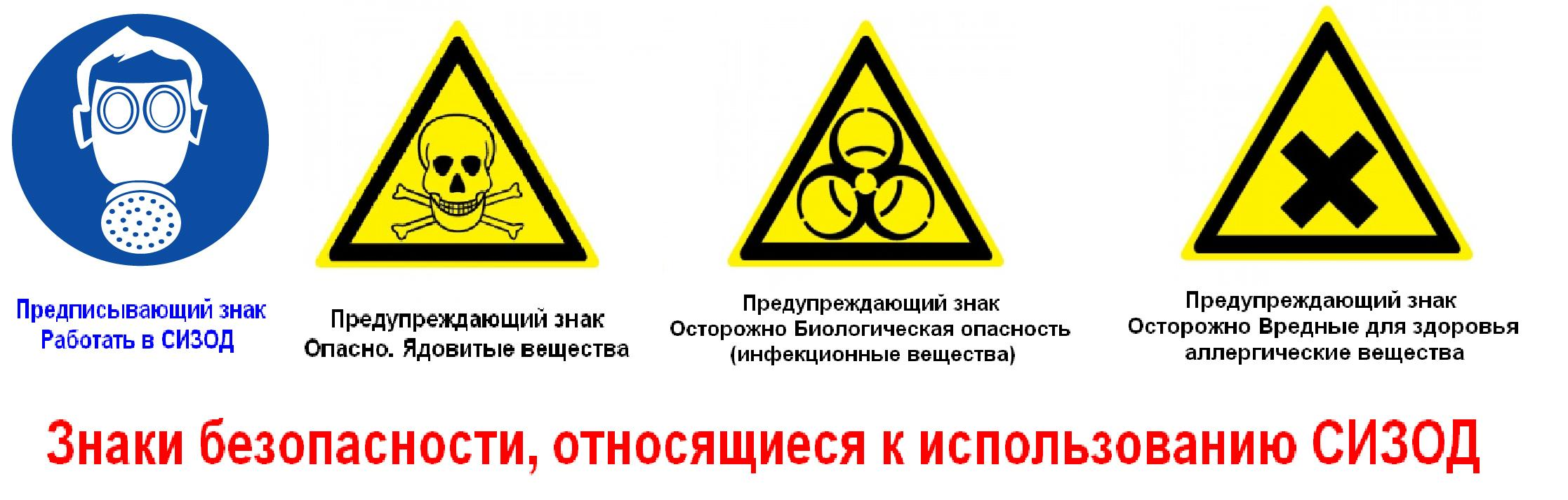

В России, по сохранившимся письменным источникам, до начала Первой мировой войны, горноспасатели использовали импортные дыхательные аппараты Дрегера (Германия). Они также использовались после окончания I Мировой войны горноспасателями, см. Автономный дыхательный аппарат.

#### Химическое оружие

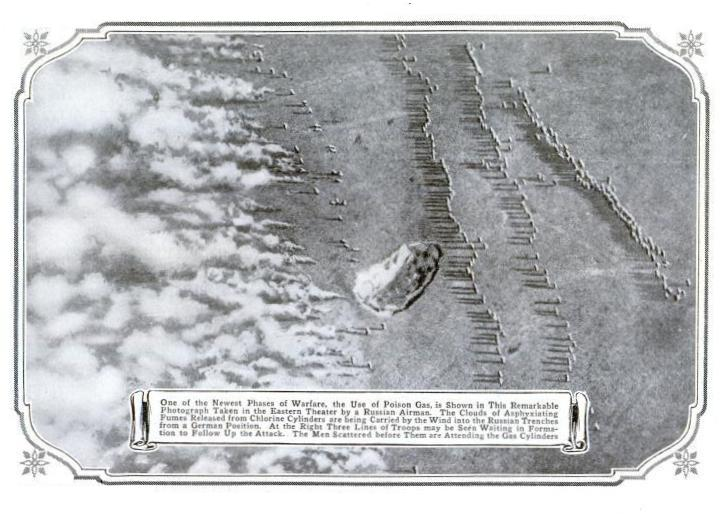
Фотография газовой атаки (хлор) на русские войска в 1916 г., сделана с воздуха

Первым применением химического оружия было использование хлора под Ипром во время I Мировой войны. 22 апреля 1915 года немецкая армия выпустила 168 тонн хлора на участке фронта длиной 6 км. В течение 10 минут около 6000 человек погибло от удушья. Газ воздействовал на лёгкие и глаза, не давая дышать и ослепляя. Так как плотность газообразного хлора больше, чем у воздуха, он стремился спускаться в низины, заставляя солдат покидать окопы.
Первым зарегистрированным случаем использования респираторов для защиты от химического оружия стало использование канадскими солдатами, находившимися вдали от места его применения, пропитанной мочой ткани. Они поняли, что аммиак будет вступать в реакцию с хлором, а вода будет поглощать хлор, и это позволит дышать.
А в мае 1915 года химическое оружие применили против русской армии. Сначала для защиты использовали повязки со специальной пропиткой, а затем стали разрабатывать и применять различные противогазы.

### Классификация
Для защиты органов дыхания при разных загрязнениях воздуха изготавливаются респираторы разной конструкции и назначения: промышленные (индустриальные), военные, медицинские (например, для аллергиков или против гриппа) и др.
В продаже есть респираторы — фильтрующие полумаски — различных конструкций. Изготавливаются фильтрующие полумаски 3 классов защиты (по проницаемости используемого фильтровального материала) FFP 1, FFP 2 и FFP 3 (ЕС и РФ). Они сертифицируются согласно требованиям стандарта. Ссылки на другие ГОСТы РФ для других конструкций респираторов есть в СИЗОД.

Одноразовый респиратор, неформованная полумаска, выполненная из электростатически заряженного высокоэффективного фильтрующего материала

Выпускаются специальные фильтрующие полумаски для сварщиков, которые улавливают вредные газы при небольшой концентрации последних. Использование таких лёгких респираторов с незначительным количеством сорбента для защиты от вредных газов при превышении ПДКрз в США и ЕС не допускается.

### Советские и российские респираторы
В РФ продолжают изготавливаться, импортироваться и использоваться много моделей СИЗОД, разработанных ~ в середине прошлого века (и позднее) в СССР: полумаски Респираторы «Лепесток», У-2К, РПГ-67, Ф-62Ш, РУ-60, шлем-маски ШМП и др.
Для защиты органов дыхания от паров и газов на респираторы РПГ-67 и РУ-60 м устанавливаются различные фильтры, срок службы которых зависит от концентрации вредных веществ, условий работы и других обстоятельств (см. Противогазные фильтры ниже). Масса этих респираторов составляет около 300 г. Сейчас в продаже имеется большое число различных респираторов разных конструкций, изготовленных в РФ и импортируемых продавцами.
В связи с деградацией производственных отраслей экономики РФ, на 2015 г. потребность в активированном угле (для российских фильтрующих противогазных СИЗОД) на 75 % удовлетворялась за счёт импорта.

### Испытания респираторов в производственных условиях
За последние несколько десятилетий в развитых странах проводились многочисленные испытания респираторов разных моделей непосредственно в производственных условиях (см. Испытания респираторов в производственных условиях). Для этого на поясе рабочего закрепляли 2 пробоотборных насоса и фильтры, и во время работы одновременно измеряли загрязнённость воздуха под маской респиратора и снаружи неё — вдыхаемого и окружающего воздуха. Концентрация вредных веществ под маской позволяет оценить их фактическое воздействие на рабочего, а деление средней наружной концентрации на подмасочную позволяет определить «коэффициент защиты» респиратора в производственных условиях.
В результате этих исследований уже много лет специалисты чётко различают два разных коэффициента защиты:
- Производственный коэффициент защиты (Workplace Protection Factor, WPF) — отношение наружной концентрации к подмасочной при непрерывной носке респиратора во время измерений.
- Эффективный коэффициент защиты (Effective PF, EPF) — когда рабочий может снимать, сдвигать и поправлять маску — как и происходит на практике.

Производственный коэффициент защиты — это показатель защитных свойств самого респиратора в производственных условиях, а эффективный коэффициент защиты позволяет оценить последствия его применения для здоровья рабочих. Например, если производственный коэффициент защиты = 500, а во время работы, чтобы что-то сказать, рабочий снимал респиратор, то 5 минут разговора за 8 часов (480 минут) дадут значение эффективного коэффициента защиты = ~81 — в 6 раз меньше, чем производственный КЗ.

#### Измерения и результаты

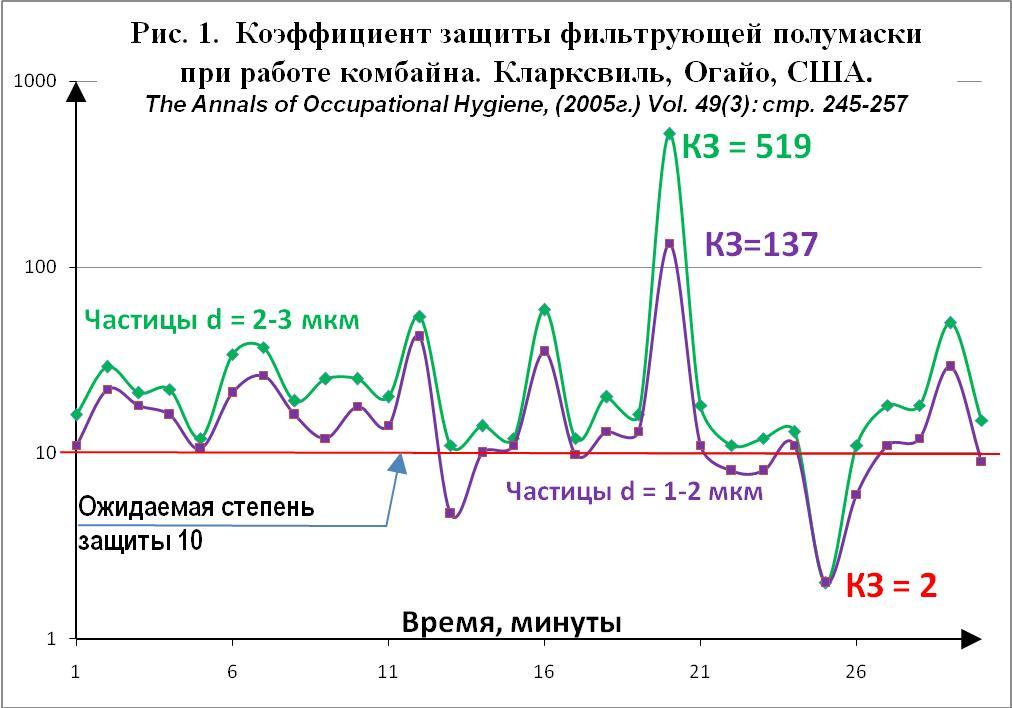

Перед измерениями производственного коэффициента защиты рабочих предупреждают о недопустимости снимания респираторов. После одевания маски специальным оборудованием измеряют количество просачивающегося под неё нефильтрованного воздуха (через зазоры между маской и лицом). Если оно превышает допустимое, то рабочий не участвует в измерениях. Во время замеров за рабочими непрерывно наблюдают — не снимают ли они респираторы. При измерении ЭКЗ непрерывное наблюдение не проводится.
Эти испытания показали, что у одинаковых респираторов, используемых в одинаковых условиях, значения коэффициента защиты могут отличаться в десятки, сотни и тысячи раз. Более того, при использовании нового измерительного оборудования установили, что при непрерывной носке респиратора и непрерывном измерении его коэффициента защиты последний способен изменяться в десятки раз за считанные минуты (Рис. 1). Чем можно объяснить такое непостоянство?
Чтобы респиратор предотвратил попадание вредных веществ в органы дыхания, необходимо:
1. Изолировать, отделить органы дыхания от окружающей загрязнённой воздушной среды. Для этого используют различные лицевые части (полумаски, полнолицевые маски и т. д.).
2. Нужен чистый или очищенный воздух для дыхания. В фильтрующих респираторах загрязнённый воздух очищается противоаэрозольными и/или противогазными фильтрами.

Нарушение хотя бы одного из этих условий ухудшает защитные свойства СИЗОД.

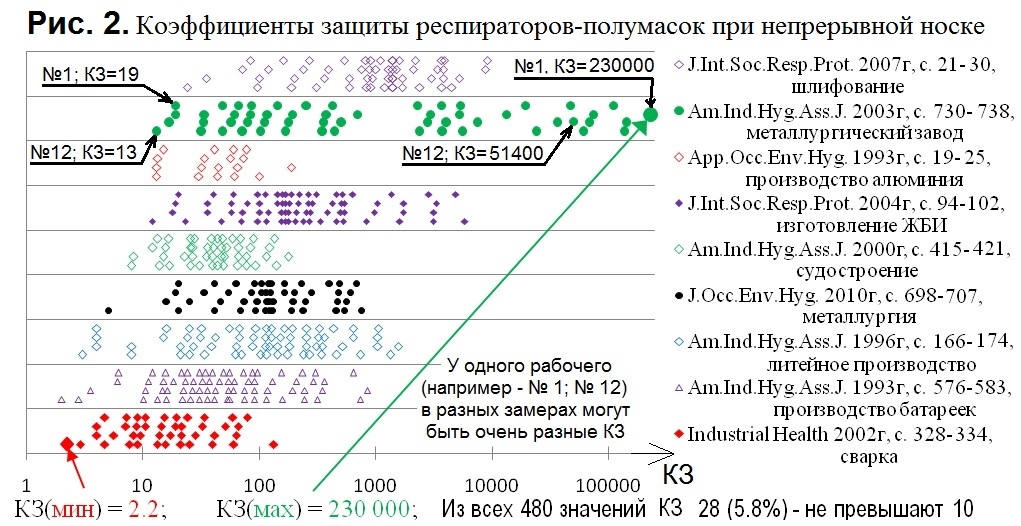

Полученные результаты измерений (Рис. 2) позволили специалистам сделать следующие выводы:
- Коэффициент защиты респиратора — случайная величина; он может изменяться в очень широких пределах при использовании одинаковых респираторов высокого качества в одинаковых условиях.
- В производственных условиях коэффициент защиты слабо зависит от качества фильтров, которое постоянно. Значит, разнообразие полученных результатов объясняется прониканием неотфильтрованного воздуха через зазоры между маской и лицом.
- Перед проведением измерений производственного КЗ просачивание неотфильтрованного воздуха через зазоры измерялось, и рабочие, у которых оно достигало 1 % (КЗ=100), не допускались к испытаниям. Во время работы за рабочими непрерывно наблюдали. Поэтому наименьшие из полученных результатов (например — КЗ=2) объясняются сползанием правильно надетых масок уже во время работы.
- Значения эффективного КЗ в среднем ниже, чем производственного КЗ. Их величина зависит (дополнительно) от того, могут ли рабочие использовать респираторы непрерывно (необходимость разговаривать, высокая температура в цеху и т.д), и от организации применения респираторов на предприятии (тренировки и т. п.).
- Даже точная информация и о загрязнённости воздуха, и о респираторе не позволяет определить (теоретически) последствия применения СИЗОД для здоровья рабочих.

Непостоянство коэффициента защиты возникает не только при сравнивании КЗ у разных рабочих, но и у одного и того же рабочего при использовании одного и того же респиратора: в разные дни КЗ могут быть разными. Например, в исследовании у рабочего № 1 при выполнении работы один раз получился КЗ = 19, а в другой раз — 230 000 (Рис. 2, круглые закрашенные зелёные маркеры). У рабочего № 12 (там же) один раз получился КЗ = 13, а в другой раз — 51 400. Причём использовались одинаковые респираторы — непрерывно (за каждым из рабочих постоянно наблюдали во время измерений, респиратор не снимался), и перед началом измерений проверили — правильно ли надета маска. Нужно заметить, что все рабочие, у кого под полумаску просачивалось более 1 % неотфильтрованного воздуха, к участию в исследовании не допускались. Это соответствует КЗ = 100. Но по крайней мере в половине случаев правильно надетый респиратор «сполз» во время работы — ведь рабочий не стоял на месте, а двигался. Это «сползание» сильно зависит от соответствия маски лицу рабочего — по форме и по размеру.

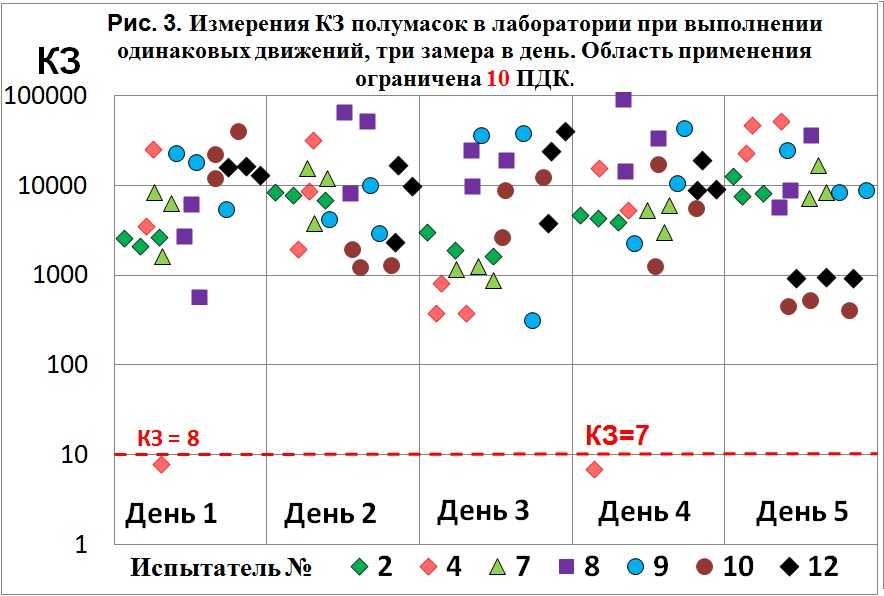
источник

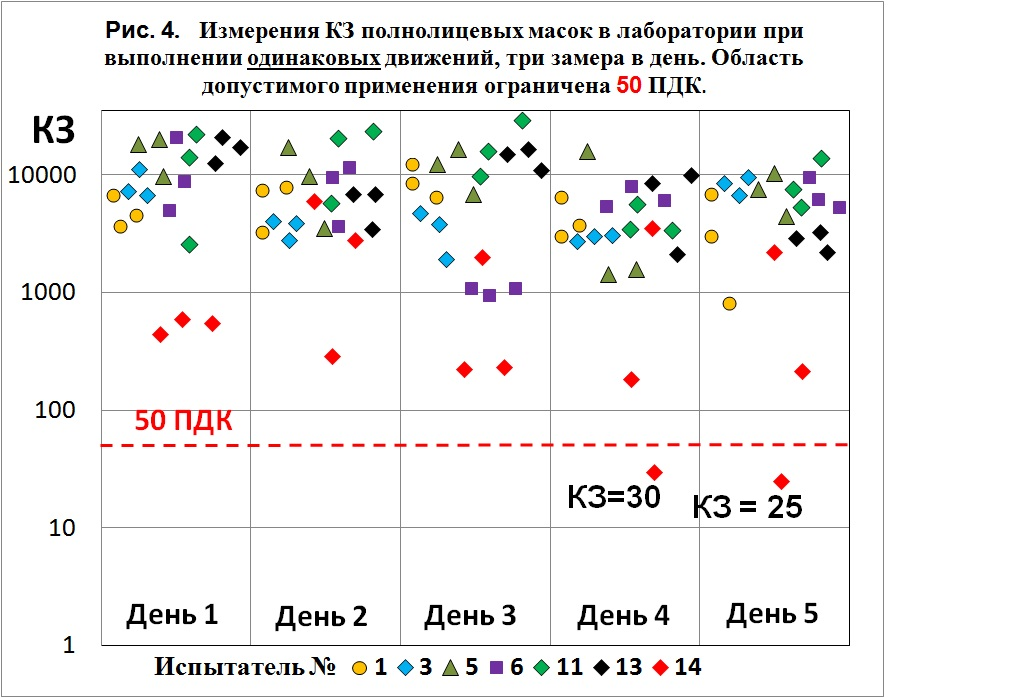
источник

Поэтому коэффициент защиты респиратора в производственных условиях — случайная величина, которая зависит от разных обстоятельств.
На Рис. 3 показаны результаты измерений, которые были сделаны у нескольких рабочих, которые использовали совершенно одинаковые респираторы-полумаски. Во время замера они делали одинаковые движения (дышали, поворачивали голову из стороны в сторону, наклоняли вниз и запрокидывали назад, читали текст, бежали на месте). За 1 день у 1 рабочего делали 3 замера. Нетрудно увидеть, что даже при выполнении совершенно одинаковых движений коэффициент защиты одного и того же респиратора — очень непостоянен. На Рис. 4 показаны результаты аналогичных измерений при носке полнолицевых масок (20).
- Разнообразие значений КЗ может объяснить, почему при использовании одинаковых респираторов в одинаковых условиях рабочими, выполняющими одинаковую работу, один может быстро стать инвалидом, а другой — выйти на пенсию без признаков профзаболевания. Также это отчасти объясняется индивидуальными особенностями организма Эффект здорового рабочего.

Поскольку респираторы используются для предотвращения профзаболеваний (должны, по крайней мере), то как это разнообразие повлияет на воздействие вредных веществ на рабочего — на среднее воздействие? Предположим, что загрязнённость воздуха стабильна — 10 ПДК. Пусть при использовании респиратора в течение 4 дней степень защиты (КЗ) 3 дня была 230 000 (Рис. 2 зелёный маркер), а один день — 2.2 (Рис. 2 красный маркер). Средняя (за 4 дня) загрязнённость вдыхаемого воздуха = [3×(10 ПДК / 230 000) + 1×(10 ПДК / 2)] / 4 ≈ [10 ПДК / 2,2 ] / 4 = 1,136 ПДК. При таком непостоянстве для уменьшения среднего воздействия на рабочего максимальные значения не имеют никакого значения, а минимальные — очень важны. Поэтому для предотвращения профзаболеваний имеют значение не достижение максимальных значений КЗ, а предотвращение снижения КЗ до минимальных значений.

#### Что влияет на снижение защитных свойств респиратора
Используется ли респиратор непрерывно
Рис. 5 отличается от Рис. 2 только тем, что при выполнении измерений в производственных условиях за рабочими не следили (снимают ли они респираторы), и они могли снимать их — если захотят, или при необходимости. Видно, что заметно возросла доля тех случаев, когда степень защиты респираторов ниже 10 — с 5,8 % до 54 % (применение полумасок в США ограничено 10 ПДК (стр. 197).
Раздражение кожи.
При многочасовом использовании фильтрующих полумасок во время эпидемии, из более 200 медработников, более половины жаловались на прыщи и зуд, и более 1/3 на сыпь.
Высокая концентрация углекислого газа во вдыхаемом воздухе.
СИЗ органов дыхания ухудшают газообмен (превышение максимально разовой ПДКрз во вдыхаемом воздухе по углекислому газу может быть в 2 и более раз), что вызывает головную боль: из участвовавших в исследовании врачей более половины использовали анальгетики; 7,6 % были на больничном до 4 дней — именно из-за многочасовой носки респираторов. В учебнике рекомендуется организовать использование СИЗОД без принудительной подачи воздуха в маску так, чтобы работник не применял их более 1 часа непрерывно.
Высокая температура. Например, все нижние фиолетовые маркеры оказались левее 10, и половина из них находится левее КЗ=2. При проведении этого измерения на заводе, изготавливавшем кокс, температура воздуха была слишком высокой. Вероятно, рабочие не выдерживали, и снимали респираторы слишком часто. Исследователи порекомендовали работодателю устроить общеобменную вентиляцию (для снижения температуры и загрязнённости воздуха), и использовать респираторы с принудительной подачей воздуха (так как обдув лица улучшает самочувствие). См. (стр. 174)
Необходимость разговаривать. В исследовании измерялись защитные свойства респираторов — полнолицевых масок 3М 6000. Было сделано 67 замеров. В 52 обработанных случаях самый маленький КЗ был не меньше 100, что гораздо больше, чем ограничение области применения такого респиратора (в США — 50 ПДК). Но из 15 необработанных замеров в 13 случаях была повреждена измерительная система, а в 2 — рабочие снимали респираторы во время работы, чтобы что-то сказать. Измерять коэффициент защиты ненадетого респиратора бессмысленно, но это важно учитывать для сбережения здоровья рабочих. В исследовании участвовали добровольцы; их предупредили, что снимать маски нельзя; они знали, что за ними непрерывно следят, но респираторы — сняли. Значит, это требовало выполнение работы. А если менее чем за 2 часа (средняя продолжительность замера) 2 человека из 54 сняли респираторы, сколько их будет за смену? У 3М 6000 нет переговорной мембраны, но если в помещении шумит оборудование, то и при наличии мембраны трудно докричаться друг до друга. Изготавливаются переговорные устройства — акустические и радио.
Удобность респиратора. Трудно ожидать, что неудобный респиратор будет использоваться 8 часов в день. В США рабочему дают возможность выбрать наиболее удобную маску из нескольких. (В стр. 239 указано — минимум 2 разных модели по 3 размера у каждой). Специалисты рекомендуют заменять выбранную маску на другую, если в течение 2-х первых недель она покажется неудобной (стр. 99).
Конструкция и принцип действия респиратора
У респираторов — полнолицевых масок (при правильном выборе и применении) зазоры образуются в среднем реже и меньшие, чем у полумасок. Поэтому их область допустимого применения ограничили 50 ПДК, а полумасок — 10 ПДК (США). А если подавать под маску воздух принудительно, чтобы давление было выше наружного, то воздух в зазорах будет двигаться наружу, мешая загрязнениям попадать внутрь. Поэтому в развитых странах стандарты ограничивают применение респираторов разной конструкции по-разному, хотя в отдельных случаях защитные свойства могут быть и другие. Например, КЗ полумаски в каких-то случаях может быть больше, чем у полнолицевой маски и у респиратора с принудительной подачей воздуха (ППВ).

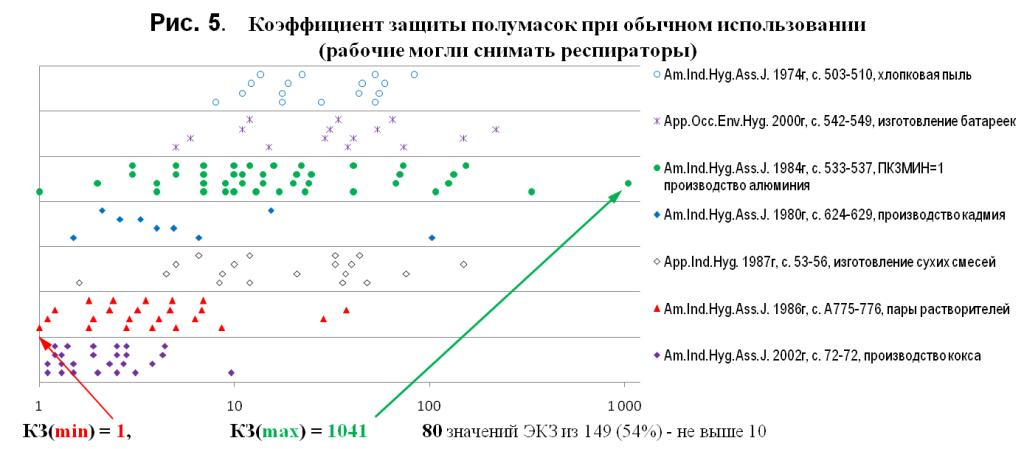

Таблица 1. Ограничение области допустимого применения некоторых типов респираторов:
| Конструкция респиратора                                                                             | Ограничение (США)   |
| --------------------------------------------------------------------------------------------------- | ------------------- |
| Полумаска с соответствующими фильтрами                                                              | До 10 ПДК           |
| Полнолицевая маска с соответствующими фильтрами                                                     | До 50 ПДК (ЕС — 40) |
| Полнолицевая маска с принудительной подачей воздуха                                                 | До 1000 ПДК         |
| Дыхательный аппарат с полнолицевой маской, под которой постоянно поддерживается избыточное давление | До 10 тыс. ПДК      |

Ограничения по применению респираторов действительны только тогда, когда маска соответствует лицу рабочего (после индивидуального подбора и проверки прибором), и респиратор применяется непрерывно (там, где воздух загрязнён). В развитых странах такие ограничения закреплены в действующем законодательстве — обязательных для выполнения (работодателем) стандартах, регулирующих выбор и организацию применения респираторов.
Соответствие маски лицу
Чтобы маска респиратора была удобной, и соответствовала лицу рабочего по форме и размеру, рабочему не выдаётся респиратор, а дают возможность самому выбрать наиболее подходящую и удобную маску из нескольких предложенных. Затем прибором проверяется, имеются ли у выбранного респиратора зазоры между маской и лицом. Это можно сделать различными способами. Самые простые из них заключаются в распылении перед лицом рабочего (одевшего респиратор) раствора сладкого или горького вещества, безвредного для здоровья (Fit Test — saccharin, Bitrex) ( стр. 71, 96, 255). Если рабочий при надетом респираторе почувствовал вкус — значит, есть зазоры. Он должен выбрать другой, более подходящий респиратор. А если маска соответствует лицу, то она меньше склонна сползать во время работы. Проверка изолирующих свойств респираторов требуется в связи с тем, что у людей разных рас есть систематические различия в форме лица, которое должны учитывать изготовители респираторов и покупатели.
Подвижность выполняемой работы

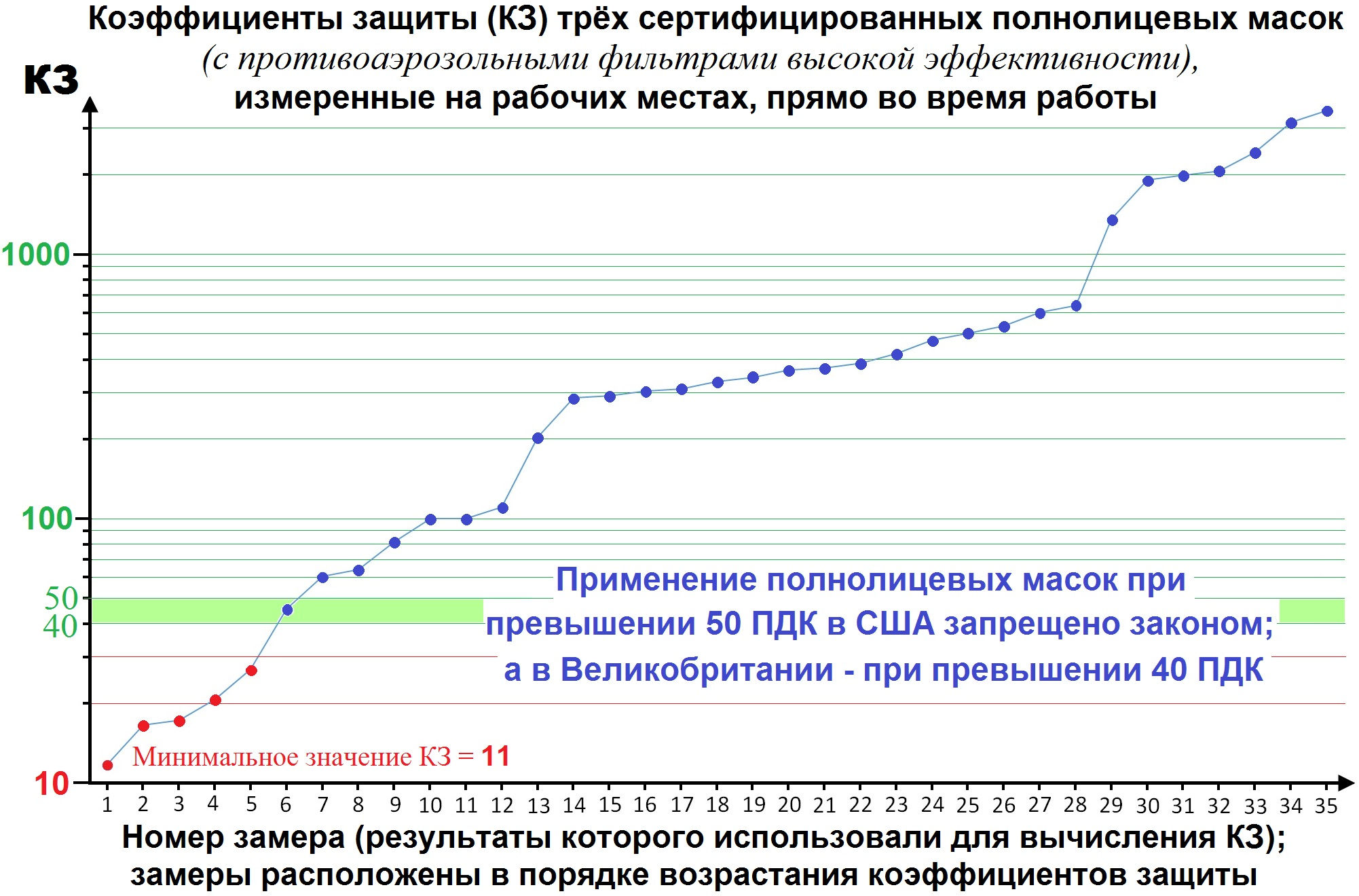
Неожиданно низкие значения реальной эффективности, выявленные во время измерений на рабочих местах, заставили сильно снизить область допустимого применения полнолицевых масок — с 900 ПДК до 40 ПДК (Великобритания)

При применении респираторов одного типа они обеспечивают разную степень защиты при их использовании в разных условиях на разных предприятиях. Это отличие связано с тем, что при выполнении разных видов работ сотрудникам приходится выполнять разные движения, которые по-разному ухудшают защитные свойства респираторов. Например, проводилось исследование защитных свойств полнолицевых масок при движении шагом по беговой дорожке при большой нагрузке. Из-за сильного потовыделения КЗ снизились, в среднем, с ~82 500 до ~42 800. При сертификации этих респираторов они обеспечивают степень защиты не ниже 1000 — для испытателя, который медленно идёт по беговой дорожке, плавно поворачивая голову. В исследовании КЗ респиратора с полнолицевой маской в производственных условиях снизилось примерно до 300—100. Область их допустимого применения в США — 50 ПДКрз. А в лаборатории были получены значения КЗ(min) = 25-30 — Рис. 4. Но в исследовании в производственных условиях были получены ещё меньшие значения КЗ (минимальное — 11) при выполнении другого вида работы.
Поэтому огромное значение имеет механизация работ — это не только уменьшает число людей, подвергающихся вредному воздействию, но и также может сильно повысить реальные защитные свойства респираторов.
Качество респираторов
Неоднократные сравнительные испытания нескольких десятков различных респираторов — полумасок, проводившиеся в США, постоянно показывали, что степень защиты сертифицированных респираторов одного класса и одной конструкции при их правильном использовании одними и теми же людьми может сильно отличаться. Например, эластомерные полумаски (3М 7500, Survivair 2000, Pro-tech 1490/1590 и др.) и фильтрующие полумаски (3М 9210, Gerson 3945 и др.) стабильно обеспечивали КЗ>10, в то время как некоторые другие респираторы (Alpha Pro Tech MAS695, MSA FR200 affinity и др.) при их носке теми же людьми не могли обеспечить КЗ больше 10 даже в половине случаев их применения.
Защитные свойства респиратора и его стоимость — разные вещи, которые часто совсем не зависят друг от друга.
Правильное применение
Правильное применение респираторов обученным персоналом так же важно, как и качество самого респиратора. Для этого рабочие проходят обучение, а ответственный за респираторную защиту следит за правильностью применения респираторов. В исследовании изучались ошибки при одевании фильтрующих полумасок, которые использовали необученные люди. Было надето неправильно 24 % респираторов. 7 % участников не согнули носовую пластинку, а каждый пятый (из тех, кто ошибся) надел респиратор вверх ногами. В исследовании не подготовленные люди смогли правильно надеть респираторы (без обучения, тренировок и индивидуального подбора) в 3—10 % случаев. Законодательство США и других развитых стран обязывает работодателя обучать и тренировать рабочих и перед началом работы в респираторе, и после этого — периодически ( стр. 69, 224, 252). Например, после одевания рабочий должен каждый раз проверять — правильно ли надет респиратор, используя проверку правильности надевания респиратора ( стр. 97, 227, 252, 271).
Для того, чтобы свести к минимуму случаи неправильного выбора и неправильного применения СИЗОД, многие государственные органы и коммерческие компании (руководствуясь соответствующими требованиями национального законодательства), разработали учебные пособия. Часть из них является общественным достоянием, другие — доступны бесплатно.
Замена противогазных фильтров
При использовании респираторов с противогазными фильтрами работодатель обязан своевременно заменять их. Замена фильтра «когда рабочий почувствует запах, вкус» (или, допустим, потеряет сознание) не допускается, так как часть вредных веществ нельзя обнаружить по запаху при концентрации, выше ПДК, и у разных людей разная чувствительность ( стр. 40, 142, 159, 202, 219). См. раздел о противогазных фильтрах ниже.
Ответственность

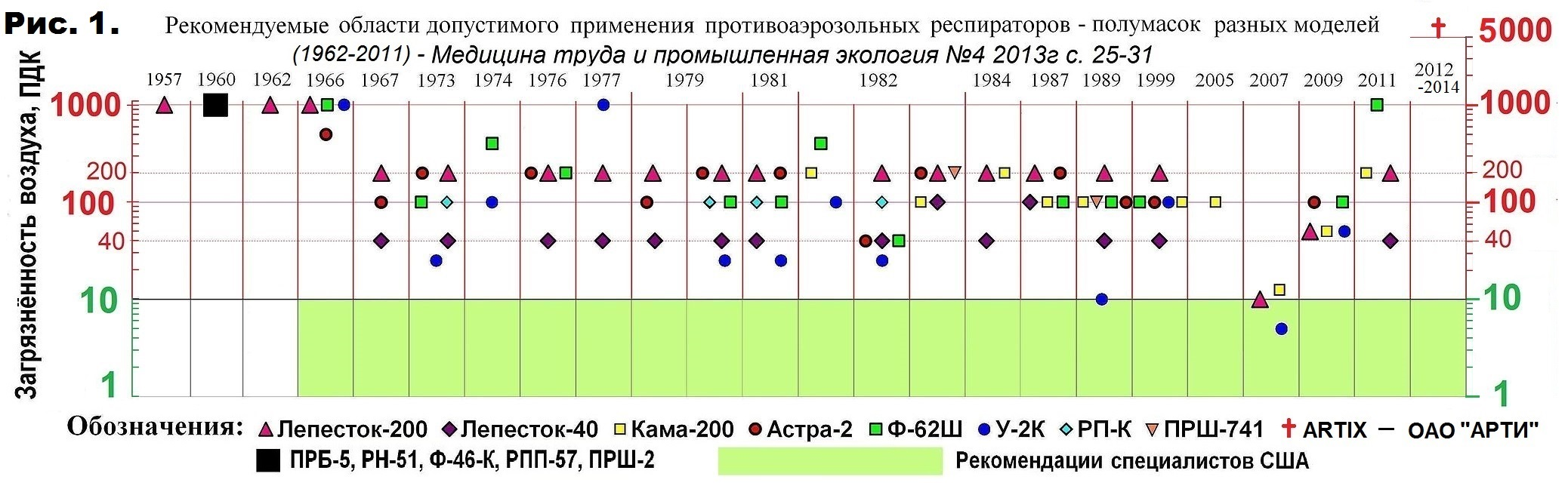
Области допустимого применения респираторов-полумасок, по рекомендациям советских, российских и американских специалистов. Видно, что рекомендации российских и советских авторов не согласуются друг с другом (для одинаковых моделей СИЗОД), и могут на два порядка превышать научно обоснованные рекомендации американских специалистов, основанные на измерениях защитных свойств именно в производственных, а не в лабораторных условиях

В США и др. и работодатель, и изготовитель СИЗОД несут ответственность за сбережение здоровья рабочих. Там много лет существуют стандарты, которые регулируют и выбор респиратора в зависимости от условий работы, и организацию применения респираторов (медосмотр стр. 68, 145, 162, 242) обучение, тренировки, техобслуживание и т. д.). Поскольку реальный эффект от применения респираторов зависит от большого числа разных факторов, то для эффективного применения респираторов все эти проблемы нужно решать вместе, комплексно. Законодательство обязывает защищать здоровье рабочих не выдачей респираторов, а выполнением комплексной и написанной программы респираторной защиты (см. статью Законодательное регулирование выбора и организации применения респираторов). В неё входит: определение загрязнённости воздуха, выбор респираторов, индивидуальный подбор маски для каждого рабочего, обучение и тренировки рабочих, контроль над правильностью применения ( стр. 63, 91, 238). Для выполнения программы работодатель обязан назначить человека, который отвечает за решение всех вопросов, связанных с респираторной защитой. Наличие написанной программы облегчает инспекторам проведение проверок и выяснение причин повреждения здоровья. Исследование показало, что на крупных предприятиях нарушений правил немного.
При правильном выборе респираторов хорошего и нормального качества, их индивидуальном подборе (соответствие лицу рабочего) и правильном применении обученными и тренированными сотрудниками в рамках полноценной программы респираторной защиты вероятность повреждения здоровья крайне низкая.
Но поскольку респираторы не могут гарантировать, что их степень защиты всегда, в 100 % случаев будет достаточно высокой, и из-за «человеческого фактора» при их применении и стандарты США и ЕС, и Санитарные Правила РФ требуют использовать все возможные способы снижения вредного воздействия — автоматизацию, вентиляцию и т. п. — даже тогда, когда не удастся снизить загрязнённость воздуха до ПДКрз.
К сожалению, в РФ нет нормативных документов, регулирующих выбор и организацию использования СИЗОД работодателем, но есть рекламные и ничем не обоснованные рекомендации, систематично и значительно завышающие защитные свойства СИЗОД — на протяжении нескольких десятков лет. Это способствует выбору и использованию заведомо недостаточно эффективных респираторов, что приводит к развитию профзаболеваний (и отравлениям). На рисунке справа вверху показаны рекомендации для респираторов-полумасок — одних и тех же моделей (сделанные специалистами СССР, РФ и США).

#### Обучение
В подавляющем большинстве промышленно-развитых стран, и во многих развивающихся странах, выбор и применение СИЗОД подробно регламентировано научно-обоснованными требованиями национального законодательства. А для того, чтобы работодатели, руководители и работники лучше их понимали и выполняли, в соответствии с имеющимися требованиями, разработаны учебные пособия, часть из которых бесплатно доступна в интернет.
Структура некоторых учебников схожа со структурой требований к работодателю, то есть они объясняют причины конкретных требований (по пунктам), и как их лучше выполнять.
| Учебные материалы по выбору и применению средств индивидуальной защиты органов дыхания | Учебные материалы по выбору и применению средств индивидуальной защиты органов дыхания | Учебные материалы по выбору и применению средств индивидуальной защиты органов дыхания | Учебные материалы по выбору и применению средств индивидуальной защиты органов дыхания   | Учебные материалы по выбору и применению средств индивидуальной защиты органов дыхания                                                                              |
| Страна, язык                                                                           | Год                                                                                    | Страниц                                                                                | Разработчик                                                                              | Учебник (область деятельности) |
| -------------------------------------------------------------------------------------- | -------------------------------------------------------------------------------------- | -------------------------------------------------------------------------------------- | ---------------------------------------------------------------------------------------- | --- |
| США, английский                                                                        | 1987                                                                                   | 305                                                                                    | Институт охраны труда (NIOSH)                                                            | NIOSH Guide to Industrial Respiratory Protection (применение СИЗОД в промышленности)                                                                                |
| США, английский                                                                        | 2005                                                                                   | 32                                                                                     | Институт охраны труда (NIOSH)                                                            | NIOSH Respirator Selection Logic (выбор СИЗОД для применения в промышленности)                                                                                      |
| США, английский                                                                        | 1999                                                                                   | 120                                                                                    | Институт охраны труда (NIOSH)                                                            | TB Respiratory Protection Program In Health Care Facilities (применение в медучреждениях для защиты от туберкулёза)                                                 |
| США, английский                                                                        | 2017                                                                                   | 48                                                                                     | Pesticide Educational Resources Collaborative (PERC)                                     | Respiratory Protection Guide. Requirements for Employers of Pesticide Handlers. (защита с/х рабочих)                                                                |
| США, английский и испанский                                                            | -                                                                                      | -                                                                                      | Управление по охране труда (OSHA)                                                        | Respiratory Protection eTool (учебные материалы по выбору и применению СИЗОД, онлайн)                                                                               |
| США, английский                                                                        | 2011                                                                                   | 124                                                                                    | Управление по охране труда (OSHA)                                                        | Small Entity Compliance Guide for the Respiratory Protection Standard (применение СИЗОД в маленьких фирмах)                                                         |
| США, английский                                                                        | 2015                                                                                   | 96                                                                                     | Управление по охране труда (OSHA)                                                        | Hospital Respiratory Protection Program Toolkit (применение СИЗОД в медучреждениях)                                                                                 |
| США, английский                                                                        | 2012                                                                                   | 54                                                                                     | Управление по охране труда (OSHA), отделение в Северной Каролине                         | A Guide to Respiratory Protection (выбор и применение СИЗОД) |
| США, английский                                                                        | 2014                                                                                   | 44                                                                                     | Управление по охране труда (OSHA), отделение в Орегоне                                   | Breathe Right! Oregon OSHA’s guide developing a respiratory protection program for small-business owners and managers (выбор и применение СИЗОД в маленьких фирмах) |
| США, английский                                                                        | 2016                                                                                   | 32                                                                                     | Управление по охране труда (OSHA), отделение в Орегоне                                   | Air you breathe: Oregon OSHA’s respiratory protection guide for agricultural employers (выбор и применение СИЗОД в сельском хозяйстве)                              |
| США, английский                                                                        | 2014                                                                                   | 38                                                                                     | Управление по охране труда (OSHA), отделение в Орегоне                                   | Respiratory Protection (применение СИЗОД в промышленности) |
| США, английский                                                                        | 2017                                                                                   | 51                                                                                     | Управление по охране труда (OSHA), отделение в Калифорнии                                | Respiratory Protection in the Workplace (выбор и применение СИЗОД в маленьких фирмах)                                                                               |
| США, английский                                                                        | 2001                                                                                   | 166                                                                                    | Комиссия по защите населения от радиоактивных материалов (NRC, США)                      | Manual of Respiratory Protection Against Airborne Radioactive Material (применение СИЗОД для защиты от радиоактивных материалов)                                    |
| США, английский                                                                        | 1986                                                                                   | 173                                                                                    | Институт охраны труда (NIOSH) и Агентство по охране окружающей среды (EPA)               | A guide to respiratory protection for the asbestos abatement industry (применение СИЗОД для защиты от асбеста)                                                      |
| США, английский                                                                        | 2018                                                                                   | 33                                                                                     | Страховая компания SAIF (Орегон)                                                         | Respiratory Protection Guidelines SS-833 (выбор и применение СИЗОД)                                                                                                 |
| Канада, французский                                                                    | 2013, 2002                                                                             | 60                                                                                     | Институт исследований и безопасности (IRSST)                                             | Guide pratique de protection respiratoire (выбор и применение СИЗОД); 2 издание                                                                                     |
| Канада, английский                                                                     | 2015                                                                                   | -                                                                                      | Институт исследований и безопасности (IRSST)                                             | A support tool for choosing respiratory protection against bioaerosols (учебные материалы по защите от биоаэрозолей, онлайн)                                        |
| Канада, французский                                                                    | 2015                                                                                   | -                                                                                      | Институт исследований и безопасности (IRSST)                                             | Un outil d’aide a la prise de decision pour choisir une protection respiratoire contre les bioaerosols (учебные материалы по защите от биоаэрозолей, онлайн)        |
| Франция, французский                                                                   | 2017                                                                                   | 68                                                                                     | Национальный институт исследований и безопасности (INRS)                                 | Les appareils de protection respiratoire (выбор и применение СИЗОД)                                                                                                 |
| ФРГ, немецкий                                                                          | 2011                                                                                   | 174                                                                                    | Обществом по страхованию от несчастных случаев (DGUV)                                    | Benutzung von Atemschutzgerдten (выбор и применение СИЗОД) |
| Великобритания, английский                                                             | 2013                                                                                   | 59                                                                                     | Управление по охране труда Великобритании (HSE)                                          | Respiratory protective equipment at work (выбор и применение СИЗОД)                                                                                                 |
| Великобритания, английский                                                             | 2016                                                                                   | 29                                                                                     | Подразделением по радиологической защите в атомной промышленности Великобритании (IRPCG) | Respiratory Protective Equipment (применение СИЗОД в атомной промышленности)                                                                                        |
| Ирландия, английский                                                                   | 2010                                                                                   | 19                                                                                     | Управление по охране труда (HSA)                                                         | A Guide to Respiratory Protective Equipment (применение СИЗОД) |
| Новая Зеландия, английский                                                             | 1999                                                                                   | 51                                                                                     | Управление по охране труда (OSHS)                                                        | A guide to respiratory protection (выбор и применение СИЗОД) |
| Чили, испанский                                                                        | 2009                                                                                   | 40                                                                                     | Институт здравоохранения (ISPCH)                                                         | Guía para la selección y control de protección respiratoria (выбор и применение СИЗОД)                                                                              |
| Испания, испанский                                                                     | -                                                                                      | 16                                                                                     | Институт охраны труда (INSHT)                                                            | Guía orientativa para la selección y utilizacion de protectores respiratorios (выбор и применение СИЗОД)                                                            |
| Италия, итальянский                                                                    | -                                                                                      | 64                                                                                     | Компания «Sabbatini Consulting»                                                          | Guida alla scelta e all’uso degli apparecchi di protezione delle vie respiratorie (выбор и применение СИЗОД)                                                        |
| Нидерланды, нидерландский                                                              | 2001                                                                                   | 88                                                                                     | Нидерландская ассоциация гигиены труда; Рабочая группа по защите органов дыхания         | Selectie en Gebruik van Ademhalingsbeschermingsmiddelen (выбор и применение СИЗОД)                                                                                  |

Часть учебников разрабатывалась для подготовки сотрудников маленьких компаний, так как широкомасштабный опрос (охвачено более 30 тыс. организаций) показал, что именно в маленьких компаниях чаще всего происходят нарушения требований к выбору и к организации применения СИЗОД. Отчасти это объясняется тем, что в таких компаниях порой нет специалистов по охране труда, а у других сотрудников плохая подготовка в этой области.
На конец 2017 г. в РФ требования законодательства обеспечению работников СИЗОД сводились, в основном, к тому, что в «Типовых отраслевых нормах бесплатной выдачи спецодежды, спецобуви и средств индивидуальной защиты …» (для разных отраслей) указывалось, что работникам ряда специальностей работодатель обязан за свой счёт выдать респиратор (или противогаз). В этих документах не всегда различаются противогазные и противоаэрозольные СИЗОД; нет указаний — СИЗОД какой конструкции выбирать для разной степени загрязнённости воздуха; нет указаний по индивидуальному подбору маски к лицу и своевременной замене противогазных фильтров, и др. — так что сколько-нибудь подробных требований к выбору и к организации применения СИЗОД в РФ нет. Соответственно, разработка учебных пособий, аналогичных западным, затруднена. Отсутствие конкретных требований к выбору СИЗОД нередко приводило к значительному и необоснованному завышению эффективности (декларируемой) поставщиками.
Учебники (NIOSH) продолжают использоваться для подготовки специалистов по охране труда в США (на 2017 г.). Они являются общественным достоянием. После перевода на русский язык их использование в РФ разрешено представителями института-разработчика, и одобрено специалистами по медицине труда.
- проф. Капцовым В. А. (ВНИИ железнодорожной гигиены) — Капцов В.А. и др. О применении автономных изолирующих респираторов // Федеральная служба по экологическому, технологическому и атомному надзору (РОСТЕХНАДЗОР); Закрытое акционерное общество «Научно-технический центр исследований проблем промышленной безопасности» (ЗАО НТЦ ПБ) Безопасность труда в промышленности. — Москва: ЗАО "Алмаз-Пресс", 2018. — Март (№ 3). — С. 46—50. — ISSN 0409-2961. — doi:10.24000/0409-2961-2018-3-46-50. Архивировано 12 июня 2018 года.</ref>

### Использование противогазных фильтров

#### Применение респираторов для защиты от вредных газов
При работе в атмосфере, загрязнённой вредными газами, для защиты здоровья рабочих используют респираторы с противогазными фильтрами. В тех случаях, когда противогаз оказывается не способным обеспечить рабочего чистым воздухом, могут возникнуть различные профзаболевания органов дыхания и др. — в зависимости от химического состава вредных газов. Это может быть связано с недостатками используемых методов выбора и организации применения противогазных фильтрующих СИЗОД.

#### Однократное использование противогазных фильтров
При использовании фильтрующих противогазов для обеспечения рабочего воздухом, пригодным для дыхания, используется окружающий воздух, который очищается противогазными фильтрами. Часто для этого используют фильтры, корпус которых наполнен различными сорбентами. При прохождении воздуха через сорбент вредные газы поглощаются сорбентом, он насыщается ими, а воздух очищается. После насыщения сорбент утрачивает способность поглощать вредные газы, и они проходят дальше — к новым, свежим слоям сорбента. После того, как сорбент насытился достаточно сильно, загрязнённый воздух начинает проходить через фильтр плохо очищенным, и вредные газы попадают под маску при большой концентрации. Таким образом, при непрерывном использовании срок службы фильтра ограничен, и он зависит от концентрации и свойств вредных газов, сорбционной ёмкости фильтра и условий его использования (расход воздуха, влажность и т. д.), а также правильного хранения. При не своевременной замене фильтра воздействие вредных газов на рабочего превысит допустимое, что может привести к повреждению здоровья.
| Таблица 2. Некоторые вредные вещества с плохими «предупреждающими» свойствами | Таблица 2. Некоторые вредные вещества с плохими «предупреждающими» свойствами | Таблица 2. Некоторые вредные вещества с плохими «предупреждающими» свойствами |
| Название (CAS)                                                                | ПДК                                                                           | Концентрация С (ПДК)                                                          |
| ----------------------------------------------------------------------------- | ----------------------------------------------------------------------------- | ----------------------------------------------------------------------------- |
| Окись этилена (75-21-8)                                                       | 1 (1,8)                                                                       | 851                                                                           |
| Арсин(7784-42-1)                                                              | 0,05 (0,2)                                                                    | До 200                                                                        |
| Пентаборан (19624-22-7)                                                       | 0,005 (0,013)                                                                 | 194                                                                           |
| Диоксид хлора(10049-04-4)                                                     | 0,1 (0,3)                                                                     | 92,4                                                                          |
| Метилен бифенил изоцианат (101-68-8)                                          | 0,005 (0,051)                                                                 | 77                                                                            |
| Диглицидиловый эфир (2238-07-5)                                               | 0,1 (0,53)                                                                    | 46                                                                            |
| Винилиден хлорид (75-35-4)                                                    | 1 (4,33)                                                                      | 35.5                                                                          |
| Толуол-2,6-диизоцианат (91-08-7)                                              | 0,005 (0,036)                                                                 | 34                                                                            |
| Диборан (19287-45-7)                                                          | 0,1 (0,1)                                                                     | 18-35                                                                         |
| Дициан (460-19-5)                                                             | 10 (21)                                                                       | 23                                                                            |
| Пропилен оксид (75-56-9)                                                      | 2 (4,75)                                                                      | 16                                                                            |
| Метил 2-цианоакрилат (137-05-3)                                               | 0,2 (1)                                                                       | 10                                                                            |
| Тетроксид осмия (20816-12-0)                                                  | 0,0002 (0,0016)                                                               | 10                                                                            |
| Бензол (71-43-2)                                                              | 1 (3,5)                                                                       | 8,5                                                                           |
| 1,2-Эпокси-3-изо-пропоксипропан (4016-14-2)                                   | 50 (238)                                                                      | 6                                                                             |
| Селеноводород (7783-07-5)                                                     | 0,05 (0,2)                                                                    | 6                                                                             |
| Муравьиная кислота (64-18-6)                                                  | 5 (9)                                                                         | 5,6                                                                           |
| Фосген (75-44-5)                                                              | 0,1 (0,4)                                                                     | 5,5                                                                           |
| Метилциклогексанол (25639-42-3)                                               | 50 (234)                                                                      | 5                                                                             |
| 1-(1,1-Диметилэтил)-4-метилбензол (98-51-1)                                   | 1 (6,1)                                                                       | 5                                                                             |
| Перхлорил фторид (7616-94-6)                                                  | 3 (13)                                                                        | 3,6                                                                           |
| Хлорциан (506-77-4)                                                           | 0,3 (0,75)                                                                    | 3,2                                                                           |
| Малеиновый ангидрид (108-31-6)                                                | 0,1 (0,4)                                                                     | 3,18                                                                          |
| Гексахлорциклопентадиен (77-47-4)                                             | 0,01 (0,11)                                                                   | 3                                                                             |
| 1,1-дихлорэтан (75-34-3)                                                      | 100 (400)                                                                     | 2,5                                                                           |
| Хлорбромметан (74-97-5)                                                       | 200 (1050)                                                                    | 2                                                                             |
| Н-Пропиловый нитрат (627-13-4)                                                | 25 (107)                                                                      | 2                                                                             |
| Дифторид кислорода (7783-41-7)                                                | 0,05 (0,1)                                                                    | 1.9                                                                           |
| Метилциклогексан (108-87-2)                                                   | 400 (1610)                                                                    | 1,4                                                                           |
| Хлороформ (67-66-3)                                                           | 10 (49)                                                                       | 1,17                                                                          |

− и так далее.
Поэтому при работе с этими и другими подобными веществами использовать реакцию рабочего на вдыхание вредных веществ (запах) тоже нельзя — многие рабочие почувствуют запах слишком поздно.
Есть вещества, у которых средний порог восприятия запаха ниже ПДК. Можно ли в таком случае использовать реакцию рабочего для своевременной замены фильтров?
В США в 1987 году это допускалось (стр. 143), но при этом требовали, чтобы перед тем, как сотрудник приступит к работе (требующей применения респиратора), работодатель должен проверить индивидуальный порог восприятия запахов именно у этого сотрудника, дав ему понюхать вредный газ при безопасной концентрации. А при отсутствии у вредных газов «предупреждающих» свойств (запаха, раздражения и т. д.) использование фильтрующих респираторов запрещалось.
Но в 2004 году точка зрения специалистов по охране труда изменилась (стр. 219). Использовать реакцию рабочих на вдыхание вредных веществ для своевременной замены фильтров теперь не рекомендуется, и сейчас стандарты США не допускают замену противогазных фильтров по реакции рабочего на вдыхание вредных веществ.
На защитные свойства респираторов влияют много разных факторов, поэтому для надёжной защиты здоровья рабочих в развитых странах применение респираторов происходит в рамках комплексной программы респираторной защиты. Для этого там разработаны и применяются нормативные документы (стандарты), регулирующие выбор и организацию применения респираторов: США, Канада, Австралия, Англия и др. Эти стандарты обязывают работодателя проводить своевременную замену противогазных фильтров, для чего при непрерывной носке предлагается следующее:
- 1. Используя результаты измерения загрязнённости воздуха, условиях применения и информацию о свойствах фильтра специалист, руководящий выполнением программы респираторной защиты, составляет расписание замены фильтров[108]. Для этого изготовители предоставляют необходимую информацию о фильтрах или даже бесплатное программное обеспечение[109][110][111][112] Такая же информация предоставляется и Институтом охраны труда NIOSH. NIOSH даёт сведения о защитных свойствах конкретных фильтров и информацию о том, как пересчитать эти данные для фильтров с другими свойствами.[113] Если потребитель хочет, он может использовать таблицы со значениями срока службы фильтра, рассчитанными для конкретных условий использования. Это позволяет определить срок службы фильтра с погрешностью, зависящей от точности исходных данных, и достаточно своевременно менять фильтры.
- 2. По мере насыщения сорбента концентрация вредных газов на выходе из фильтра возрастает, но это происходит постепенно. Это позволило разработать индикаторы окончания срока службы фильтра (ESLI, End of Service Life Indicator)[114][115], которые срабатывают раньше, чем концентрация вредных газов на выходе из фильтра достигнет предельно допустимой (стр. 219[55]). В США разработаны требования к таким индикаторам, обеспечивающие их безопасное применение. А соблюдение этих требований изготовителями СИЗОД позволяет рабочим менять фильтры своевременно и использовать респираторы, не рискуя здоровьем (например,[116]).
- 3. Вдыхание вредных газов может вызывать реакцию органов чувств рабочего (запах, раздражение т.д.). Исследования (стр. 159[55]) показали, что такая реакция зависит от большого числа разных факторов (химический состав вредных газов, их концентрация, индивидуальная восприимчивость рабочего, его состояние здоровья, характер выполняемой работы и то, насколько быстро возрастает концентрация вредных газов во вдыхаемом воздухе, знаком ли человеку этот запах). Например, по данным[117] у разных людей разный порог восприятия запаха одного и того же вещества. Для 95 % людей он находится между верхним и нижним пределами, которые отличаются от «среднего» значения в 16 раз (в большую и меньшую стороны). Это означает, что 15 % людей не почувствуют запах при концентрации, в 4 раза большей, чем порог чувствительности. Это также способствует тому, что в разных источниках могут быть разные значения порога восприятия запаха. В (стр. 220[55]) указано, что на восприятие запаха влияет и состояние здоровья — небольшой насморк может снизить чувствительность. Если концентрация вредных газов под маской будет возрастать постепенно (как это и происходит при насыщении сорбента), то у рабочего может произойти постепенное привыкание, и реакция на просачивание вредных газов произойдёт при концентрации, заметно превышающей концентрацию вредных газов при её резком возрастании. Если выполняемая работа требует повышенного внимания, это тоже снижает порог восприятия запаха. Вероятно, степень алкогольной интоксикации тоже влияет на восприимчивость, но точных количественных сведений найти не удалось.

Это приводит к тому, что рабочий может начинать реагировать на вдыхание вредных газов при их различной концентрации. Можно ли использовать такую реакцию для своевременной замены фильтров?
Существуют вредные газы, не имеющие практически никакого вкуса и запаха при концентрации, значительно превышающей ПДК (например — угарный газ СО). В этом случае такой способ замены фильтров недопустим. Существуют вредные газы, у которых «средний» порог восприятия заметно выше, чем ПДК. Поэтому при работе с этими и другими подобными веществами использовать реакцию рабочего на вдыхание вредных веществ (запах) тоже нельзя — многие рабочие почувствуют запах слишком поздно.
Так как попадание вредных веществ под маску может произойти не только через фильтры, но и через зазоры между маской и лицом (например — из-за сползания маски во время работы и т. п.), то в этом случае реакция рабочего на вдыхание вредных веществ позволит вовремя заметить опасность и покинуть опасное место.

#### Неоднократное использование противогазных фильтров
В тех случаях, когда использование фильтра прекратилось раньше, чем концентрация вредных газов на выходе из фильтра достигла предельно допустимой, в нём имеется неизрасходованный сорбент. Такая ситуация может возникнуть при использовании фильтра кратковременно или при слабой загрязнённости воздуха. Исследования ( и др.) показали, что при хранении такого фильтра часть вредных газов, уловленных ранее сорбентом, может освободиться, и концентрация газов внутри фильтра у входного отверстия возрастёт. В середине и у выходного отверстия фильтра произойдёт то же самое — но из-за меньшего насыщения сорбента в меньшей степени. Из-за различия в концентрации газов их молекулы начнут двигаться внутри фильтра от входного отверстия к выходному, перераспределяя вредное вещество внутри фильтра. Этот процесс зависит от разных параметров — «летучести» вредного вещества, длительности хранения и условий хранения и др. Это может привести к тому, что при повторном использовании такого не до конца израсходованных фильтра концентрация вредных веществ в воздухе, прошедшем через него, станет выше предельно допустимой сразу. Поэтому при сертификации противогазных фильтров, предназначенных для защиты от веществ с температурой кипения менее 65 °C, стандарты требуют проведения проверки десорбции. В РФ стандарт такую проверку не предусматривает.
Чтобы сберечь здоровье рабочих, законодательство США не допускает повторного использования противогазных фильтров для защиты от «летучих» вредных веществ, даже если при их первом использовании сорбент насытился частично.
Согласно стандартам «летучими» считаются вещества с температурой кипения ниже 65 °C. Но исследования показали, что и при температуре кипения больше 65 °C повторное использование фильтра может оказаться небезопасным. В статье приводится порядок расчёта концентрации вредных веществ в момент начала повторного использования фильтров, но эти результаты пока не нашли отражения ни в стандартах, ни в руководствах по применению респираторов, составленных изготовителями (где также запрещается повторное использование). Автор статьи, работающий в США, не попытался рассмотреть возможность использования противогазного фильтра в третий раз. Есть программа для расчёта фильтра с постоянным поперечным сечением и известными параметрами.

#### Работа в атмосфере, в которой концентрация вредных газовмгновенно опасна для жизни или здоровья
Попадание вредных газов под маску может вызвать не только хронические заболевания. Даже кратковременное вдыхание вредных веществ при достаточно большой концентрации может привести к смерти или необратимому повреждению здоровья, а воздействие на глаза может помешать покинуть опасное место. При своевременной замене противогазных фильтров это может случиться при образовании зазора между маской и лицом — если при вдохе давление воздуха под маской ниже атмосферного. Измерения защитных свойств респираторов, проводившиеся в производственных условиях, показали, что на практике степень защиты — случайная величина, и что во время работы у респираторов без избыточного давления под маской степень защиты может уменьшаться до очень маленьких значений.
Поэтому стандарты развитых стран, регулирующие выбор и организацию применения респираторов, обязывают работодателя обеспечивать рабочего респираторами с принудительной подачей воздуха под маску, чтобы давление во время вдоха было выше атмосферного. Для этого используется автономный источник воздуха или подача чистого воздуха по шлангу (если такое ограничение подвижности допустимо). В последнем случае, для безопасного покидания места работы при перебоях в подаче воздуха, у рабочего должен быть автономный источник чистого воздуха достаточно большой ёмкости.
При сильной загрязнённости воздуха применение фильтрующих респираторов не рекомендуется — даже если концентрация вредных веществ не представляет мгновенной опасности для жизни или здоровья. Кроме того, при использовании фильтрующих противогазов при сильной загрязнённости воздуха может потребоваться частая замена фильтров, которые стоят недёшево. В таких случаях может оказаться более выгодным использование респираторов с подачей чистого воздуха по шлангу под давлением.
Даже при правильном выборе и применении респираторов обученными рабочими они не могут гарантировать абсолютно надёжную защиту, и поэтому и в РФ, и законодательство развитых стран, и конвенция МОТ № 148 (подписанная РФ) — требуют использовать все возможные способы снижения загрязнённости воздуха. Только после этого для защиты здоровья рабочих используют СИЗОД.
В настоящее время в РФ нет нормативных документов, обязательных для выполнения, которые бы регулировали выбор и организацию применения СИЗОД — в том числе выбор и своевременную замену противогазных фильтров и возможность их повторного применения. Не регулируются выбор лицевой части респиратора, использование респираторов с принудительной подачей воздуха под маску, обучение и тренировка рабочих. Из-за этого невозможно разработать учебники и другие учебные материалы для подготовки специалистов по охране труда и рабочих, и сдерживается применение в РФ уже готовых западных разработок. Отсутствие подготовки по этому направлению у инспекторов Роспотребнадзора, Государственной инспекции труда и профсоюзных организаций может снизить эффективность их работы до нуля.

## Специалисты об эффективности СИЗОД

### Позитивные оценки
… на протяжении 20 лет распространённость пневмокониозов снизилась в 2.5-7 раз. По мнению авторов работы … внедрение отечественных респираторов с коэффициентом защиты 100 … привело к выравниванию пылевых нагрузок у горнорабочих …
Однако в статье-первоисточнике, на которую сослались процитированные выше авторы книги, приводится иная информация; а сведений о коэффициенте защиты нет совсем.
… после введения обязательного ношения респираторов «Лепесток» профессиональная заболеваемость в плавильном цехе не зарегистрирована совсем, а в агломерационном снизилась в 20 раз. … ведущая роль респиратора «Лепесток» бесспорна…

Однако информация в статье-первоисточнике, цитируемой авторами книги, и последовавших публикациях о заболеваемости работников Усть-Каменогорского завода, не соответствовала сделанному выводу о высокой эффективности респиратора, и об устранении профессиональных заболеваний с его помощью.
… массовое применение респиратора «Лепесток» привело к радикальному снижению поступления плутония в организм работающих.
Однако данные других специалистов (например) не поддерживают те допущения, которые были сделаны при проведении вычислений; качество вычислений коэффициента защиты может быть не вполне удовлетворительным. Например, авторы приводят данные о результатах биологического мониторинга — измерение содержания плутония в моче.
| Таблица результатов биомониторинга (содержание плутония в моче) | Таблица результатов биомониторинга (содержание плутония в моче) | Таблица результатов биомониторинга (содержание плутония в моче) | Таблица результатов биомониторинга (содержание плутония в моче) | Таблица результатов биомониторинга (содержание плутония в моче) | Таблица результатов биомониторинга (содержание плутония в моче) | Таблица результатов биомониторинга (содержание плутония в моче) | Таблица результатов биомониторинга (содержание плутония в моче) |                                           |
| --- | --------------------------------------------------------------- | --------------------------------------------------------------- | --------------------------------------------------------------- | --------------------------------------------------------------- | --------------------------------------------------------------- | --------------------------------------------------------------- | --------------------------------------------------------------- | ----------------------------------------- |
| Данные авторов (табл. 8.1 на стр. 248) | Данные авторов (табл. 8.1 на стр. 248)                          | Данные авторов (табл. 8.1 на стр. 248)                          | Данные авторов (табл. 8.1 на стр. 248)                          | Параметры по годам                                              | Параметры по годам                                              | Параметры по годам, и с коррекцией на 2 %                       | Параметры по годам, и с коррекцией на 2 %                       | Параметры по годам, и с коррекцией на 2 % |
| Год | Общее время работы, годы                                        | Работа в респираторах, годы                                     | 1-К                                                             | Проникание                                                      | коэффициент защиты респиратора                                  | Проникание — 2 %                                                | коэффициент защиты респиратора                                  |                                           |
| 1955 | 6                                                               | 0                                                               | 0                                                               | 1                                                               | 1                                                               | 0,98                                                            | 1,02                                                            |                                           |
| 1956 | 7                                                               | 1                                                               | 0,83                                                            | 0,17                                                            | 5,88                                                            | 0,15                                                            | 6,67                                                            |                                           |
| 1957 | 8                                                               | 2                                                               | 1,01                                                            | -0,01                                                           | -100                                                            | -0,03                                                           | -33,33                                                          |                                           |
| 1958 | 9                                                               | 3                                                               | 0,94                                                            | 0,06                                                            | 16,67                                                           | 0,04                                                            | 25                                                              |                                           |
| 1959 | 10                                                              | 4                                                               | 0,93                                                            | 0,07                                                            | 14,29                                                           | 0,05                                                            | 20                                                              |                                           |
| 1960 | 11                                                              | 5                                                               | 1                                                               | 0                                                               | ~ 1 000 000                                                     | -0,02                                                           | -50                                                             |                                           |
| 1961 | 12                                                              | 6                                                               | 1,09                                                            | -0,09                                                           | -11,11                                                          | -0,11                                                           | -9,09                                                           |                                           |
| Среднее значение | Среднее значение                                                | Среднее значение                                                | 0,97                                                            | 0,03                                                            | 33,33                                                           | 0,01                                                            | 100                                                             |                                           |
| Проникание — доля плутония, попавшего в организм, по отношению к его попаданию при работе без средств защиты. Коэффициент защиты = 1 / проникание. На основании результатов, средних за 6 лет (столбцы слева, "Данные авторов"), был сделан вывод, что поступление плутония снизилось в 33 раза (среднее проникание 0,03, коэффициент защиты 33). Затем авторы предположили, что из 3 % поступления плутония 2/3 (2 %) попадали в организм при проглатывании (касание губ загрязнёнными пальцами и т. п.). Соответственно, попадание при вдыхании, через респиратор, оказалось (3 % — 2 % =) 1 %, и коэффициент защиты вырос до 100. В двух правых столбцах приведены результаты с учётом поправки на 2 %, но не только в целом за 6 лет, но и за каждый год. Видно, что без предложенной авторами поправки 2 %, в 1960 году респиратор защищал организм от полония на 100 %, а в 1957 и 1961 годах попадание плутония в организм работников было даже отрицательным. Однако, по определению, отрицательные проникновение и коэффициент защиты — лишены физического смысла. Если использовать предлагаемую авторами поправку 2 %, то из 6 лет применения респиратора, 3 года поступление плутония в организм будет отрицательным (два последних столбца). Видимо, точность исходных данных, и/или корректность обращения с ними — были недостаточными. |                                                                 |                                                                 |                                                                 |                                                                 |                                                                 |                                                                 |                                                                 |                                           |

### Мнение западных, советских и российских специалистов по профессиональным заболеваниям и охране труда
… на практике защитные свойства могут быть значительно хуже, чем при измерении коэффициентов защиты в лабораторных условиях. Предсказать, какой будет коэффициент защиты респиратора — невозможно; он может быть различным у разных людей; и он может быть не постоянен у одного и того же рабочего (при сравнении КЗ во время использования в разных случаях применения СИЗОД одним и тем же рабочим). … Я считаю, что использование респираторов (кроме аварий, ЧС и т. п.) не может защитить рабочих так же хорошо, как и адекватно спроектированные и нормально работающие средства коллективной защиты …
… Хорошо известно, сколь малоэффективно … накладывать на плохо спроектированную технологию и аппаратурное оформление «гигиенические заплаты» в виде … ношения рабочими противогазов …
… обстоятельства свидетельствуют о значительном отставании в области регулирования выбора и организации практического использования СИЗОД в РФ по отношению с США и Европейскому Союзу в части санитарно-законодательных документов, регламентирующих правила выбора, индивидуального подбора, проверки соответствия маски лицу, и обучения рабочих …
Если учесть, что основы конструкции современных СИЗОД сформировались в военные и первые десятилетия послевоенных лет, а за последние 40-50 лет можно выделить усовершенствование только отдельных элементов и узлов … , то следует признать несравненно более значительное развитие в течение этих лет других отраслей промышленности.
Существующая в РФ система сертификации респираторов не обеспечивает эффективную защиту работающих.
Сертификация СИЗОД и борьба с контрафактом не защищают от ошибок при выборе и применении СИЗОД
Различие во мнениях, и несоответствие требований к выбору и применению СИЗОД в РФ современному уровню мировой науки, отчасти может объясняться лоббированием интересов поставщиков влиятельной организацией.

### Дополнительные риски
СИЗОД снижают поступление вредных веществ в организм, и тем самым снижают риск отравлений и риск развития хронических профессиональных заболеваний. Однако носка СИЗОД сопровождается появлением или усилением других рисков. Так уже в 1950-х отмечали, что (при прочих равных условиях) у рабочих, использующих СИЗОД, чаще случаются травмы. Например, они чаще спотыкаются и падают из-за того, что лицевая часть ухудшает обзор, особенно в направлении «вниз-вперёд».
Большая масса автономных дыхательных аппаратов и повышенная температура вдыхаемого воздуха (у СИЗОД с зарытым контуром) создают сильную нагрузку на организм
. Это привело к смерти горноспасателя, который прошёл предварительный медосмотр — но не сообщил о том, что у него есть противопоказания к работе в таком СИЗОД (гипертоническая болезнь и значительный коронарокардиосклероз, умер из-за инфаркта междужелудочной перегородки сердца). В других случаях повышенная нагрузка, в целом, негативно влияет на здоровье.
В США в течение 12 лет (1984—1995) зафиксированы случаи гибели 45 работников, в той или иной степени связанные с применением СИЗОД
. Например, при применении шлангового СИЗОД в камере для окрасочных работ задохнулся маляр. Причины:
1. При оборудовании рабочего места по ошибке трубопроводы покрасили не в те цвета, которые соответствуют перемещаемой в них среде;
2. При установке шлангового СИЗОД, работники не проверили то, какой именно газ подаётся в трубопровод — и ориентировались на его цвет;
3. Перед началом работы СИЗОД не проверили, и при включении подачи воздуха в лицевую часть туда начал поступать аргон, что привело к гибели маляра.

Однако это произошло при сочетании нарушений требований государственного стандарта, регулирующего обязанности работодателя при применении СИЗОД, а в РФ таких требований нет совсем.
По мнению российских специалистов по профессиональным заболеваниям, респираторы (как и другие СИЗ) могут увеличивать риск для работника и за счёт негативного влияния на организм, и за счёт того, что у последнего возникает иллюзия надёжной защищённости. Однако на практике применение СИЗ — самый неэффективный метод защиты.
К средствам индивидуальной защиты органов дыхания предъявляются также требования в отношении максимально допустимого уменьшения поля зрения, и производители их выполняют. Однако работники часто используют более чем одно СИЗ. Анализ и исследования, проведённые специалистами института, обеспечивающего безопасность горных работ, выявили, что ухудшение поля зрения респиратором может заставить шахтёра наклонять голову так, что каска перестанет защищать от падения кусков породы сверху; а одновременное применение респиратора, каски и защитных очков может уменьшить поле зрения более чем втрое. Это может помешать ему вовремя увидеть очаги формирования опасности